# Instituto Butantan
O Instituto Butantan é um destacado centro de pesquisa científica e produção de imunobiológicos localizado no bairro do Butantã, na zona oeste da cidade de São Paulo, adjacente ao campus Cidade Universitária da Universidade de São Paulo. O Instituto é uma instituição pública ligada à Secretaria de Estado da Saúde de São Paulo, do Governo do Estado de São Paulo desde sua fundação. Por seu trabalho notável em saúde pública, o instituto é considerado um dos principais centros científicos do Brasil e do mundo. O complexo do Butantan conta com unidades de produção de biofármacos, dezenas de laboratórios dedicados à pesquisa científica, um hospital (Hospital Vital Brazil) e o Parque da Ciência Butantan, com cinco museus, uma biblioteca, um macacário, um serpentário, um reptário, entre outras atrações. Apesar de possuir estreitas relações científicas e compartilharem do mesmo espaço físico, o Instituto Butantan não é unidade integrante da Universidade de São Paulo, possuindo autonomia administrativa e financeira.
O Instituto foi fundado em 23 de fevereiro de 1901, sob o nome de Instituto Serumtherapico. Hoje, é responsável por grande parte da produção de vacinas utilizadas no Programa Nacional de Imunizações (PNI) do Ministério da Saúde  e por quase a totalidade dos soros hiperimunes utilizados na rede pública de saúde para tratar acidentes causados por serpentes, aranhas, escorpiões e toxinas. Anualmente, o Butantan produz mais de 80 milhões de doses da vacina contra a gripe (influenza) que são disponibilizadas à população na Campanha Nacional de Vacinação contra a Gripe. Durante a pandemia, em parceria com a farmacêutica Sinovac Life Science, do grupo Sinovac Biotech, o Instituto Butantan realizou a produção da vacina CoronaVac, aprovada pela Agência Nacional de Vigilância Sanitária (Anvisa) para uso emergencial contra o coronavírus (COVID-19).
Além das atividades diretamente relacionadas a saúde pública, o Instituto Butantan é também um importante ponto turístico da cidade de São Paulo. O Parque da Ciência Butantan, que possui uma área total de 725 mil m², abriga o Museu Biológico, o Museu Histórico, o Museu de Microbiologia e o Museu da Vacina, inaugurado em março de 2023. Também faz parte do complexo o Museu de Saúde Pública Emilio Ribas, que fica localizado no Bairro do Bom Retiro, em São Paulo, no prédio que abrigava o antigo Desinfectório Central. A entrada no Parque da Ciência é gratuita, mas o acesso aos museus se dá mediante aquisição de ingressos a preços populares.

## História

### Criação do Instituto e os primeiros soros e vacinas (1899 – 1910)

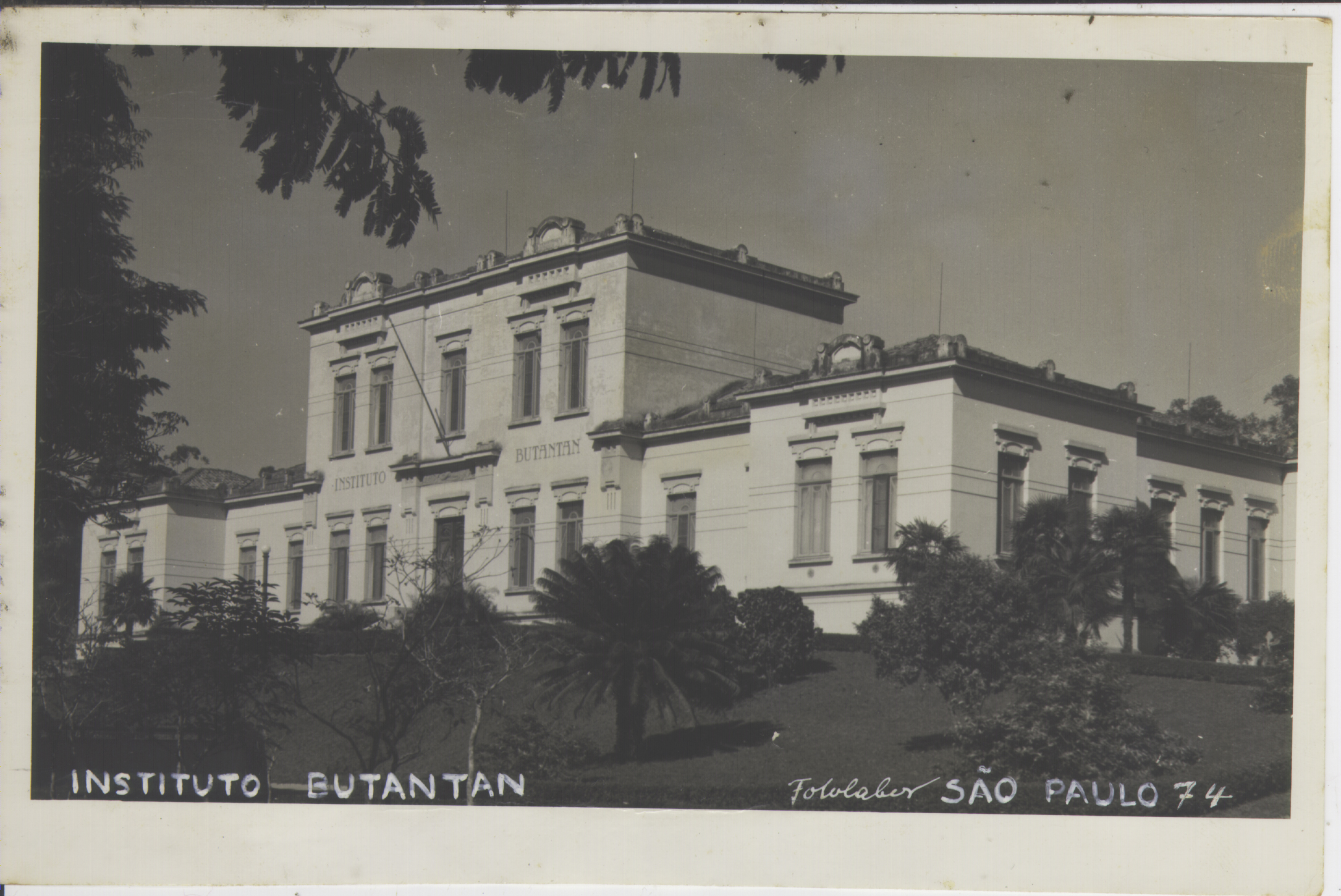
Antigo Instituto Butantan

O Instituto Butantan surgiu em 1899 (final do século XIX) para ajudar no combate a um surto de peste bubônica que se propagava no estado de São Paulo a partir do Porto de Santos. Temendo que a doença atingisse a capital, o governo paulista convocou o Instituto Bacteriológico (atual Instituto Adolfo Lutz) para tentar resolver o problema. Seu diretor, Adolfo Lutz, mandou para essa cidade o assistente Vital Brazil. Em pouco tempo ele diagnosticou a doença e, em conjunto com o médico Oswaldo Cruz, criou um plano para controlá-la. De volta à capital, Vital Brazil foi encarregado de chefiar a organização de um laboratório de produção de soro antipestoso, vinculado ao Instituto Bacteriológico.
Para albergar este novo serviço e laboratório, o médico Emílio Ribas, diretor sanitarista do estado, sugeriu ao então presidente de São Paulo, Coronel Fernando Prestes de Albuquerque, a desapropriação da fazenda Butantan. A localização da fazenda era ideal, já que ficava bastante afastada do centro da cidade, do outro lado do Rio Pinheiros, em uma época em que não havia pontes para unir as duas margens. Em fevereiro de 1901, esse serviço transformou-se em instituição autônoma, então denominada "Instituto Serumtherapico do Estado de São Paulo", e tendo como primeiro diretor o médico sanitarista Vital Brazil. O nome Butantan, segundo o filólogo Eduardo Navarro, é originário do tupi antigo e quer dizer "terra dura dura", formando o superlativo a partir da duplicação do adjetivo. A nomeação para Instituto Butantan aconteceria na década de 1920: em 1925, a instituição já era chamada assim em documentos oficiais.
Em junho de 1901, quando a peste bubônica já havia chegado à cidade de São Paulo, o Instituto começou a produzir o soro antipestoso – considerado pelo Instituto Pasteur de Paris a grande arma para vencer a peste bubônica. A situação da epidemia de peste bubônica só mudaria em 1902, quando a instituição começou a produzir a vacina antipestosa, seguindo a técnica criada pelo italiano Camillo Terni do Instituto de Messina, a partir da vacina desenvolvida pelo médico russo Waldemar Haffkines.
Em 1906, com o controle da peste bubônica e a diminuição da demanda por vacina e soro antipestosos, o Butantan passou a produzir e disponibilizar à população soro antidiftérico. A difteria, ou crupe, havia sido introduzida no Brasil no final do século XIX por imigrantes europeus, e se espalhou rapidamente pelas grandes cidades, tornando-se endêmica nos meses de outono e inverno.

#### Vital Brazil e a descoberta da especificidade do soro antiofídico
Em seus primeiros anos como médico, antes de assumir a direção do Butantan, Vital Brazil já se dedicava ao combate de doenças infecciosas pelo Serviço Sanitário do Estado de São Paulo. O trabalho acabou lhe rendendo duas infecções de febre amarela, devido à exposição frequente. Em 1895, por insistência da família preocupada com sua segurança, mudou-se para Botucatu, interior de São Paulo, para trabalhar em uma clínica. Nos atendimentos, se deparava com diversos pacientes acidentados com serpentes peçonhentas.
O número elevado de mortes chamou a atenção do sanitarista – os tratamentos eram ineficientes na maioria dos casos. Assim, o médico decidiu se dedicar aos estudos de acidentes ofídicos.

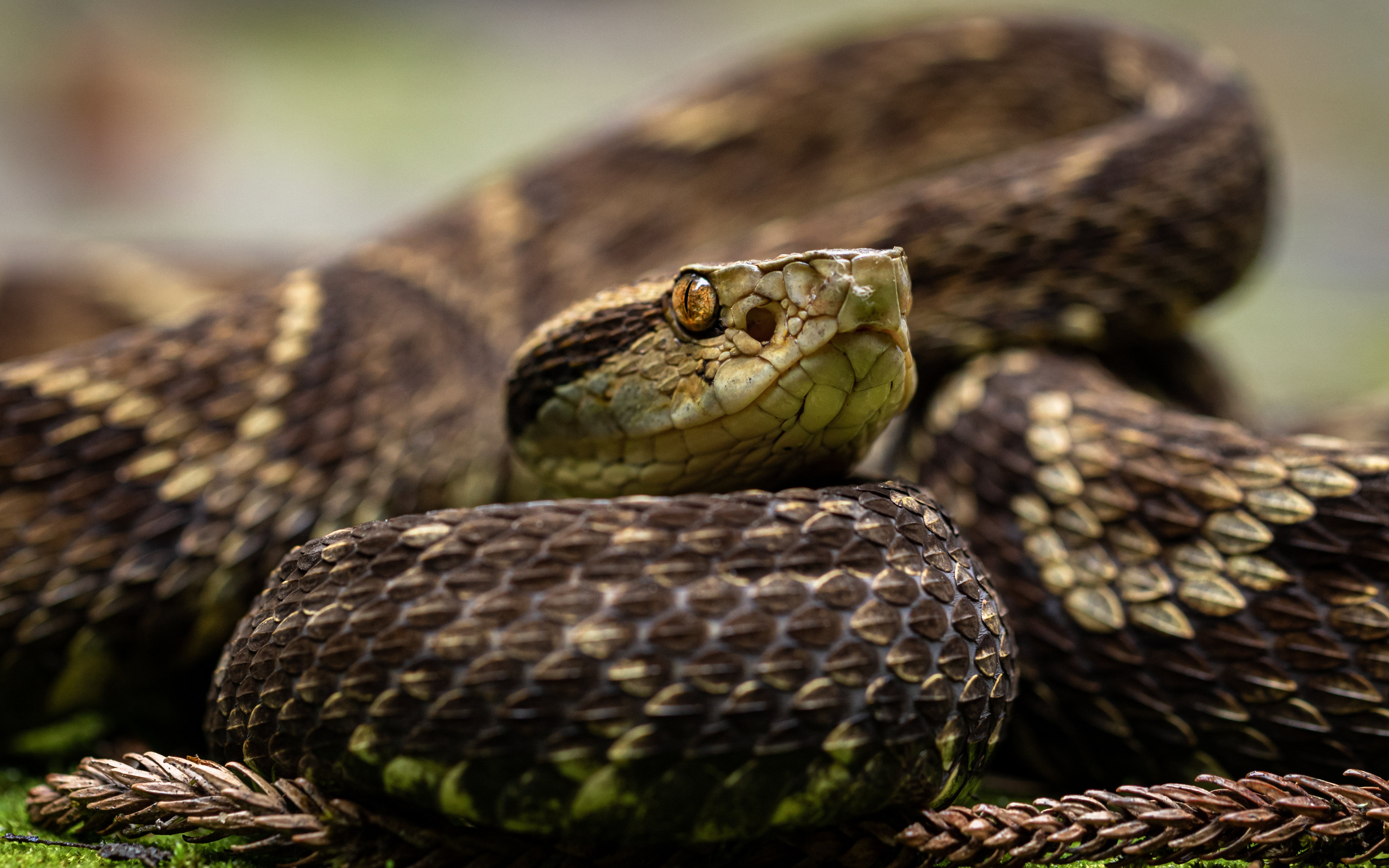
Jararaca (Bothrops jararaca)

Começou com a leitura de artigos do bacteriologista francês Léon Calmette, que foi o primeiro a desenvolver um antiveneno para picada de cobra. Calmette acreditava na criação de um soro universal: o soro contra o veneno mais poderoso, o da naja, deveria proteger contra outras serpentes. Então, Vital passou a coletar serpentes para extrair e analisar os venenos. Com poucos recursos no laboratório de Botucatu, voltou para São Paulo em 1897 e conseguiu uma vaga de assistente no Instituto Bacteriológico.
Em testes com animais, o médico sanitarista notou que a picada de cada cobra causava sintomas diferentes, e separou os tipos de veneno de acordo com a ação. Em 1898, comprou uma amostra do soro de naja produzido por Calmette e o testou contra o veneno da cascavel. Para sua surpresa, o tratamento não funcionou. Como ele já tinha animais imunizados com peçonha de jararaca e cascavel, decidiu usar os dois tipos de soro contra seu respectivo veneno. Foi assim que Vital Brazil fez a sua maior descoberta científica: a especificidade do soro, que resultou no livro “A defesa contra o ophidismo”, publicado anos depois, em 1911.
Em 1901, já na direção do Butantan, Vital deu continuidade aos trabalhos com serpentes e o Instituto foi se tornando referência em herpetologia, produzindo soros antiofídicos, ensinando trabalhadores de campo a se prevenir de acidentes e desmistificando tratamentos populares ineficazes. Em 1902, o sanitarista relatou o primeiro tratamento com soro antibotrópico (contra jararaca) em seres humanos.

### Expansão e reconhecimento internacional (1910 – 1940)

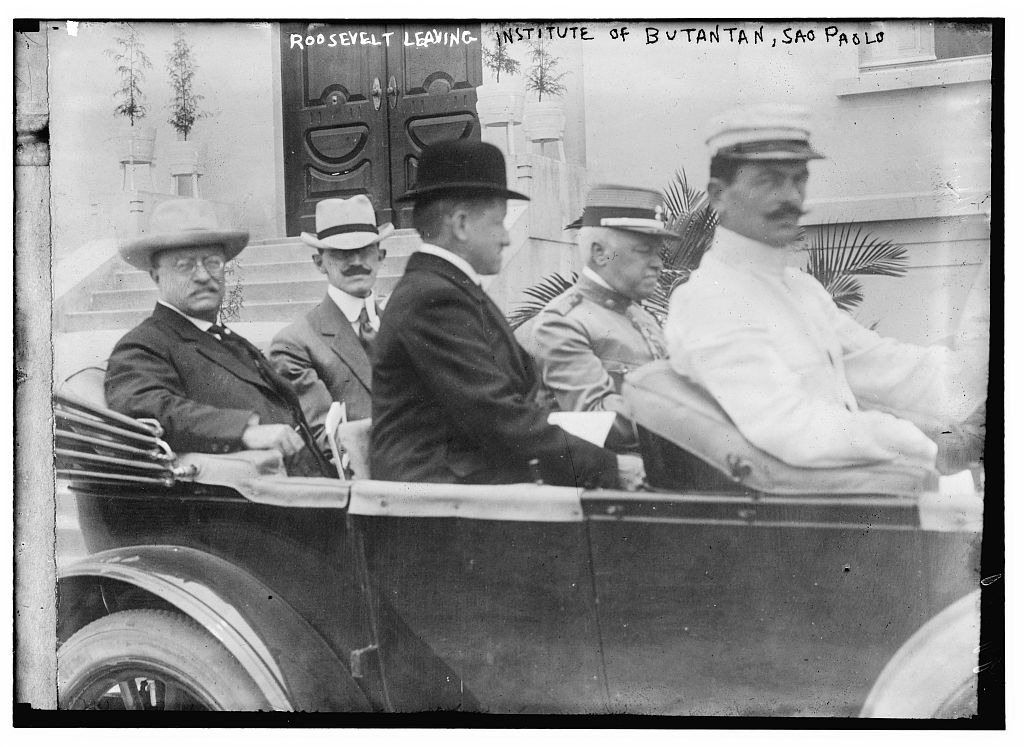
Theodore Roosevelt em um automóvel no Instituto Butantan em 1914.

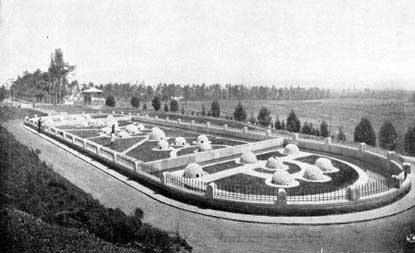
Serpentário do Instituto Butantan em 1914.

Em 1914, em um grande passo rumo ao progresso do Instituto, foram inaugurados o serpentário e o Prédio Central, futuramente batizado de Edifício Vital Brazil. Construído segundo as orientações do próprio Vital, o edifício serviu para alocar setores de pesquisa e produção, possibilitando uma expansão nos estudos voltados à saúde pública e um maior aprimoramento das atividades do Instituto. Hoje, essa construção é o cartão postal do Butantan e abriga a Biblioteca Científica, entre outras atrações do Parque da Ciência.
Em novembro de 1915, durante uma viagem aos Estados Unidos para o Congresso Científico Pan-Americano, Vital Brazil entregou o soro que salvou a vida de um trabalhador do zoológico de Nova York, que havia sido picado por uma cascavel. A história foi publicada no jornal The New York Times. Dois anos depois, preocupado em disponibilizar os soros gratuitamente para a população brasileira, Vital decidiu doar a patente da invenção ao governo do Estado de São Paulo.
Ao longo dos anos, o trabalho da instituição se estendeu ao desenvolvimento de soros para tratar outros envenenamentos, como o antiescorpiônico (1916) e o antiaracnídico (1926), além de doenças infecciosas, como o antitetânico (1915). Na mesma época, o Instituto passou a produzir suas primeiras vacinas: o imunizante contra gonorreia (1918), meningite (1920), pneumonia (1921), a vacina BCG contra tuberculose (1926) e a contra difteria (1927). A partir de 1945, com a inauguração do Hospital Vital Brazil, o Butantan expandiu sua atuação relacionada aos envenenamentos e passou a atender pacientes acidentados com animais peçonhentos. Desde a sua abertura, o hospital já atendeu mais de 100 mil casos.

### Desenvolvimento de novas vacinas e criação do PNI (1940 – 1980)
Após a década de 1940, outros imunizantes começaram a ser incorporados à produção do Butantan, como influenza (1948), raiva (1949), febre amarela (1953) e coqueluche (1955). Na década de 1960, o Instituto atuou no controle de qualidade e distribuição da vacina oral contra a poliomielite (VOP) e iniciou a produção da vacina tríplice bacteriana (difteria, tétano e pertussis). Também produziu o soro antirrábico para tratamento da raiva. Sempre monitorando a situação epidemiológica do país, o Butantan agiu durante uma grave epidemia de encefalite no litoral sul do Estado de São Paulo em 1975, causada pelo arbovírus Rocio, e produziu uma vacina contra o patógeno. A instituição também apoiou o combate aos mosquitos vetores.
Nos anos 1980, passou a produzir a vacina BCG intradérmica liofilizada e a vacina contra o sarampo, estas já distribuídas no Programa Nacional de Imunizações (PNI) – programa criado em 1973 que centralizou as campanhas de vacinação no país e revolucionou o combate às doenças infecciosas. O Butantan também contribuiu para o sucesso da campanha nacional de erradicação da varíola, infecção grave e altamente contagiosa que matava 30% dos infectados. A doença foi erradicada das Américas em 1973 e do mundo em 1980.
Em 1985, quando o maior produtor de soro antiofídico do Brasil encerrou suas atividades no país, o Butantan passou a integrar o Programa de Autossuficiência Nacional em Imunobiológicos (Pasni), criado pelo governo federal para investir em laboratórios públicos nacionais para suprir a demanda de antivenenos. Na época, o Instituto inaugurou sete laboratórios de pesquisa: Biologia Molecular, Centro de Biotecnologia, Centro de Pesquisa e Formação em Imunologia, lmunogenética, lmunoquímica, Imunologia Viral e Zoonoses e Endemias Parasitárias. Com o apoio do Ministério da Saúde, o Butantan passou a ser o principal responsável pela produção de soros no Brasil.

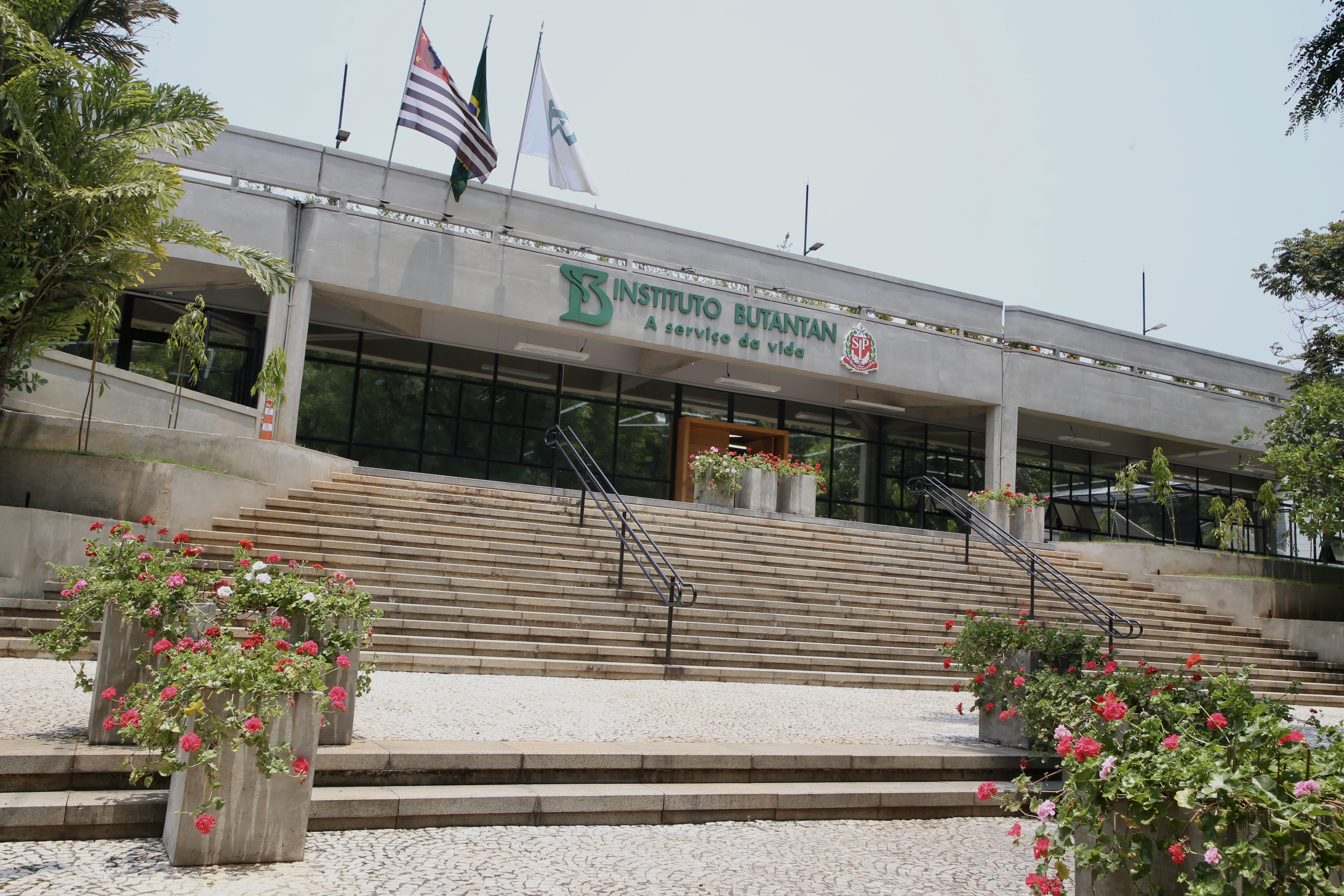
Centro Administrativo do Butantan

### Criação da Fundação Butantan (1990)
Para dar suporte às atividades do Instituto Butantan, foi criada em 1989 a Fundação Butantan, uma entidade privada sem fins lucrativos que financia pesquisas científicas e busca acelerar a contratação de pessoal e garantir a eficácia nos processos internos. Toda a receita gerada a partir da venda de vacinas ao Ministério da Saúde é revertida para o próprio Instituto e suas atividades. A Fundação pode celebrar convênios, acordos e termos de parceria com entidades públicas e privadas, nacionais ou estrangeiras, com a intermediação do Instituto, a fim de acelerar o desenvolvimento de pesquisas científicas e produtos, como as vacinas. Um exemplo é o acordo com a Sanofi para produção da vacina da influenza, assinado em 1999. Outro acordo histórico ocorreu em 2021 com a farmacêutica Sinovac, que culminou na entrega de 115 milhões de doses da CoronaVac para o combate à pandemia de Covid-19 no Brasil.

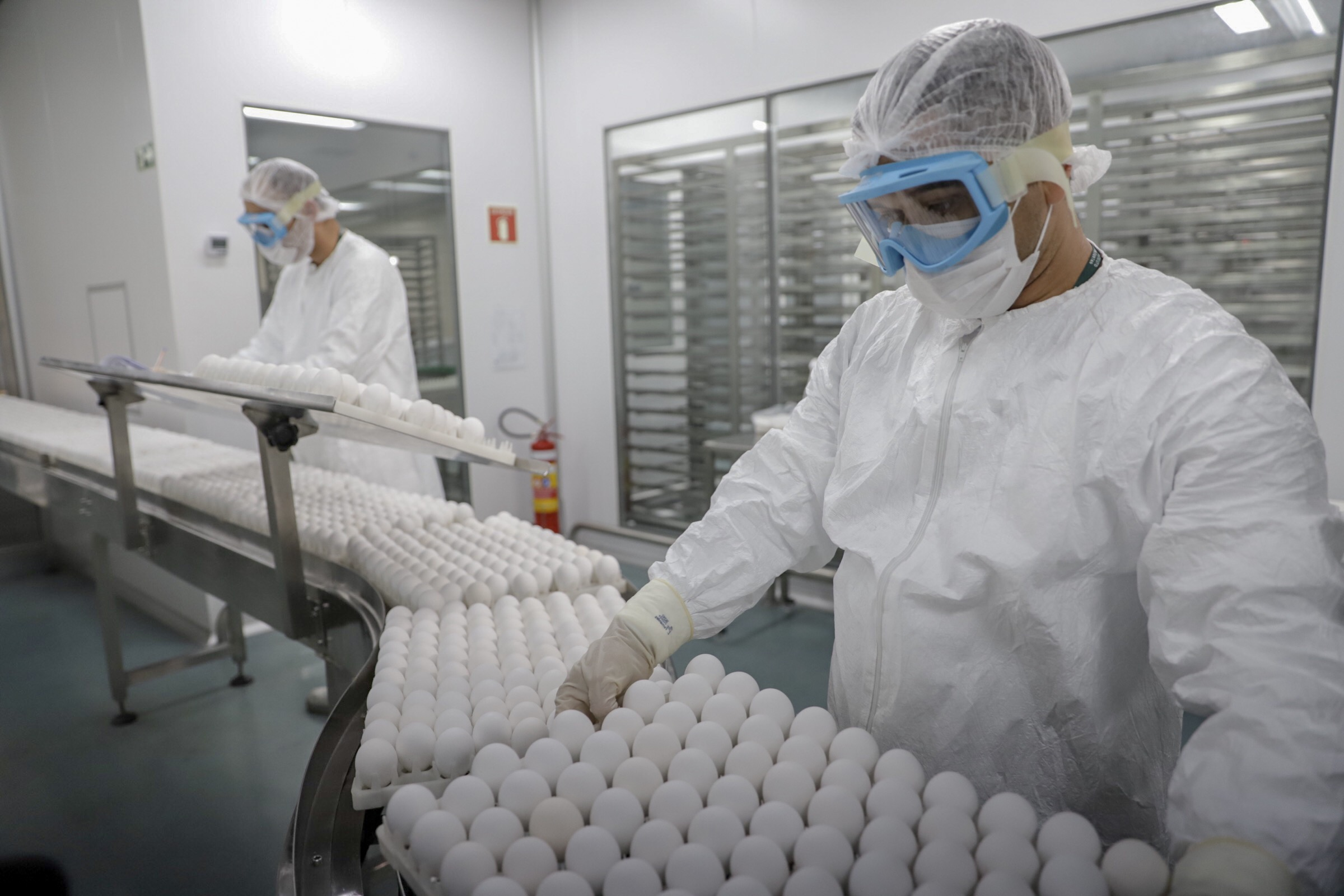
Produção da vacina Influenza

### Transferência de tecnologia da vacina da gripe (1999 – 2013)
O atual carro-chefe do Butantan, a vacina trivalente contra a gripe, é um dos imunizantes recomendados pelo PNI. O produto nasceu de uma transferência de tecnologia com a farmacêutica Sanofi Pasteur, assinada em 1999 e concluída em 2013. O acordo permitiu que o Instituto produzisse sua própria versão da vacina, em um processo que foi constantemente aprimorado ao longo dos anos. Após a conclusão da transferência e a concessão da certificação de Boas Práticas de Fabricação pela Agência Nacional de Vigilância Sanitária (Anvisa), o Butantan multiplicou a sua capacidade de produção. Hoje, fornece 100% das doses do imunizante para o Ministério da Saúde, resultando em 80 milhões de doses por ano.
Em 2021, a vacina contra a gripe do Butantan foi incluída na lista de imunizantes pré-qualificados da Organização Mundial da Saúde (OMS), possibilitando a sua exportação e ajudando outros países a prevenirem a doença. Em 2022, o Instituto enviou 700 mil doses para o Uruguai, 225 mil doses para a Nicarágua e 1 milhão de doses para o Equador, via edital da Organização Pan-Americana da Saúde. No ano seguinte, em 2023, exportou 5 milhões de doses para Colômbia, Bolívia, Uruguai, Cuba e Nicarágua.

### Incêndio no Prédio de Coleções (2010)
Em 15 de maio de 2010, um incêndio atingiu o Prédio das Coleções às 7h30, tendo sido controlado por volta das 19h30. O fogo destruiu cerca de 85 mil espécimes de serpentes e 450 mil espécimes de artrópodes, entre escorpiões, opiliões, miriápodes e aranhas que estavam conservadas em solução de álcool 70% ou a seco. A coleção, referência para descrição de espécies e utilizada para pesquisas científicas, era a maior do Brasil e a maior do mundo desses animais para uma região tropical. Em relação à coleção de serpentes, que contava com 77 mil espécimes de cobras, 7 mil ainda aguardavam catalogação.O material coletado em mais de 100 anos também incluía espécies raras ou extintas. Animais vivos alojados próximos ao laboratório, que são usados para produzir soros, não foram prejudicados.
O prédio mais atingido pelas chamas, construído no final da década de 1970 e reformado no início de 2000, não tinha um sistema de proteção contra incêndios. Um projeto de 700 mil reais havia sido enviado à Fundação de Amparo à Pesquisa do Estado de São Paulo pelo curador Francisco Luis Franco para a instalação de um sistema anti-incêndio. A FAPESP, entretanto, aponta que já teria destinado quase 1 milhão de reais, entre 2007 e 2008, para o Butantan reforçar sua infraestrutura, mas que nenhuma parte desses recursos teria sido utilizada para prevenção de incêndios. O diretor-geral do Instituto Butantan na época, Otávio Mercadante, disse, ao jornal Folha de S. Paulo, que não faltou dinheiro e que o prédio atingido era seguro, pois recebia manutenção periódica.
Em 2013, três anos após o incêndio, o Butantan inaugurou um novo prédio para abrigar o Laboratório de Coleções Zoológicas, com investimentos de R$ 5,5 milhões da Secretaria de Estado da Saúde e da FAPESP. A unidade conta com espécimes de répteis, anfíbios, aracnídeos e insetos. Com dois andares e 1,6 mil m², o edifício possui sistema de prevenção de incêndios e um sistema de escoamento de líquidos inflamáveis para uma caixa externa.
Em 2023, o Laboratório de Coleções Zoológicas iniciou um projeto voltado para o restauro e modernização do acervo de serpentes do Butantan, com apoio da FAPESP. Batizado de Projeto ReCoBra – Recuperação das Coleções Herpetológicas Brasileiras, o programa terá duração de cinco anos e irá coletar, tomografar, sequenciar e repatriar digitalmente espécimes de cobras de toda a América do Sul.

### Foco em arboviroses (2010 – 2021)

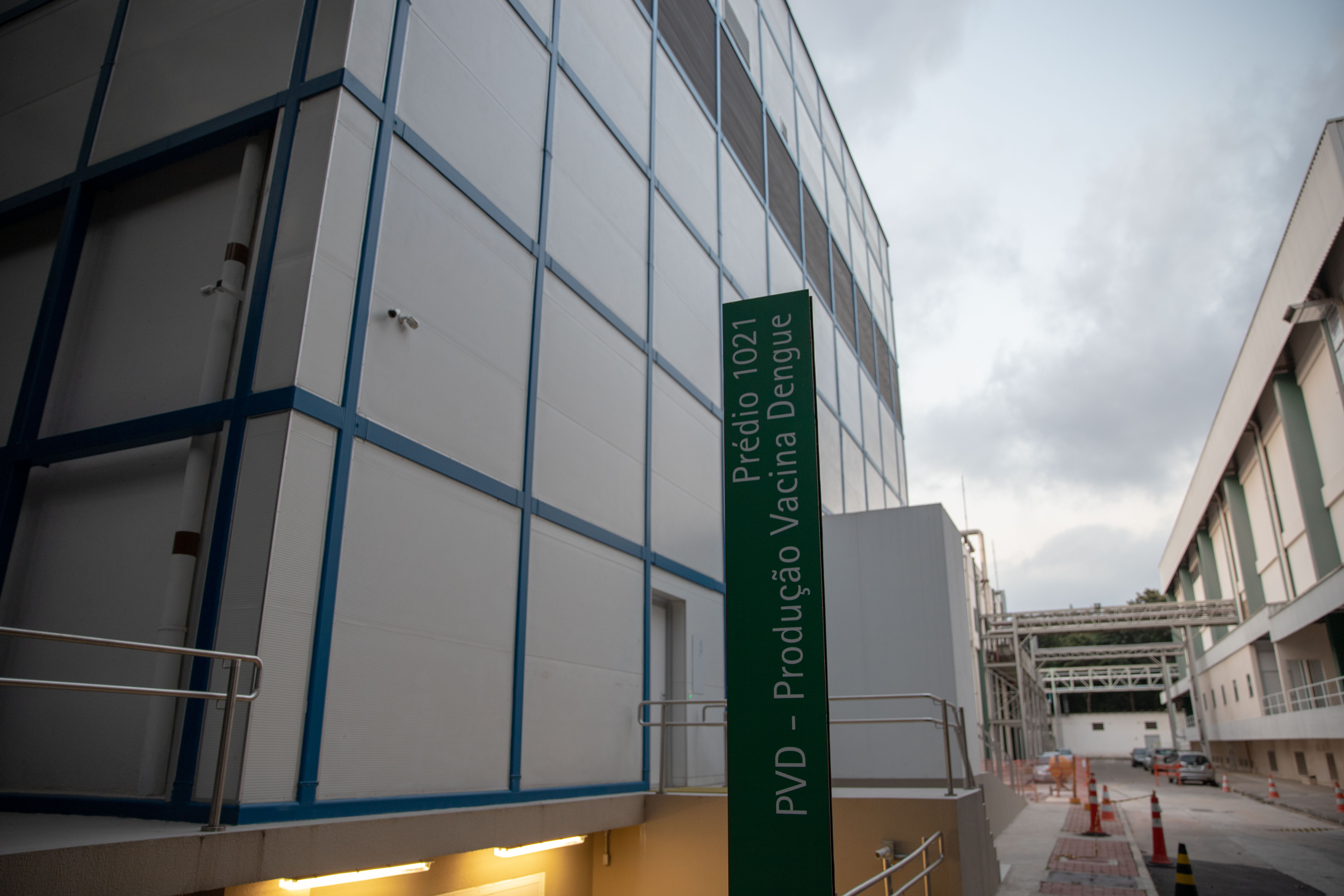
Fábrica da vacina da dengue

#### Dengue
Após um surto de dengue no Brasil em 2010, quando o número de casos triplicou em relação a 2009, o Instituto Butantan começou o desenvolvimento de uma vacina contra a doença, transmitida pelo mosquito Aedes aegypti. A instituição assinou um acordo com o Instituto Nacional de Saúde dos Estados Unidos (NIH, na sigla em inglês) para receber as cepas dos quatro vírus da dengue atenuados e formular um imunizante tetravalente, que protegeria contra todos os tipos da doença.
A vacina passou por estudos clínicos de fase 1 nos Estados Unidos, entre 2010 e 2012, e pela fase 2 no Brasil, entre 2013 e 2015. O estudo de fase 3 teve início no ano seguinte e seus dados foram publicados no início de 2024, mostrando que a vacina protegeu 79,6% dos vacinados ao longo de um período de dois anos de acompanhamento.

#### Zika
Outra arbovirose de atenção no Brasil é o Zika, que provocou uma epidemia entre 2015 e 2016. Em 2016, o Butantan fechou uma parceria com o Governo dos Estados Unidos e com a OMS para começar o desenvolvimento da vacina contra o vírus, também transmitido pelo Aedes aegypti. O financiamento foi de US$ 3 milhões (na época, cerca de R$ 44,1 milhões), bancado pela Autoridade de Desenvolvimento e Pesquisa Biomédica Avançada (Barda, na sigla em inglês), órgão do Ministério da Saúde americano. Os recursos foram investidos em equipamentos e insumos e resultaram na construção do Laboratório Multipropósito, dedicado exclusivamente ao desenvolvimento da vacina.

O estudo foi pausado durante a pandemia de Covid-19 e retomado no final de 2023. Em 2024, Butantan foi contemplado em um edital da FAPESP para o financiamento do projeto. De acordo com os pesquisadores responsáveis, espera-se iniciar os ensaios pré-clínicos da vacina no segundo semestre de 2024.

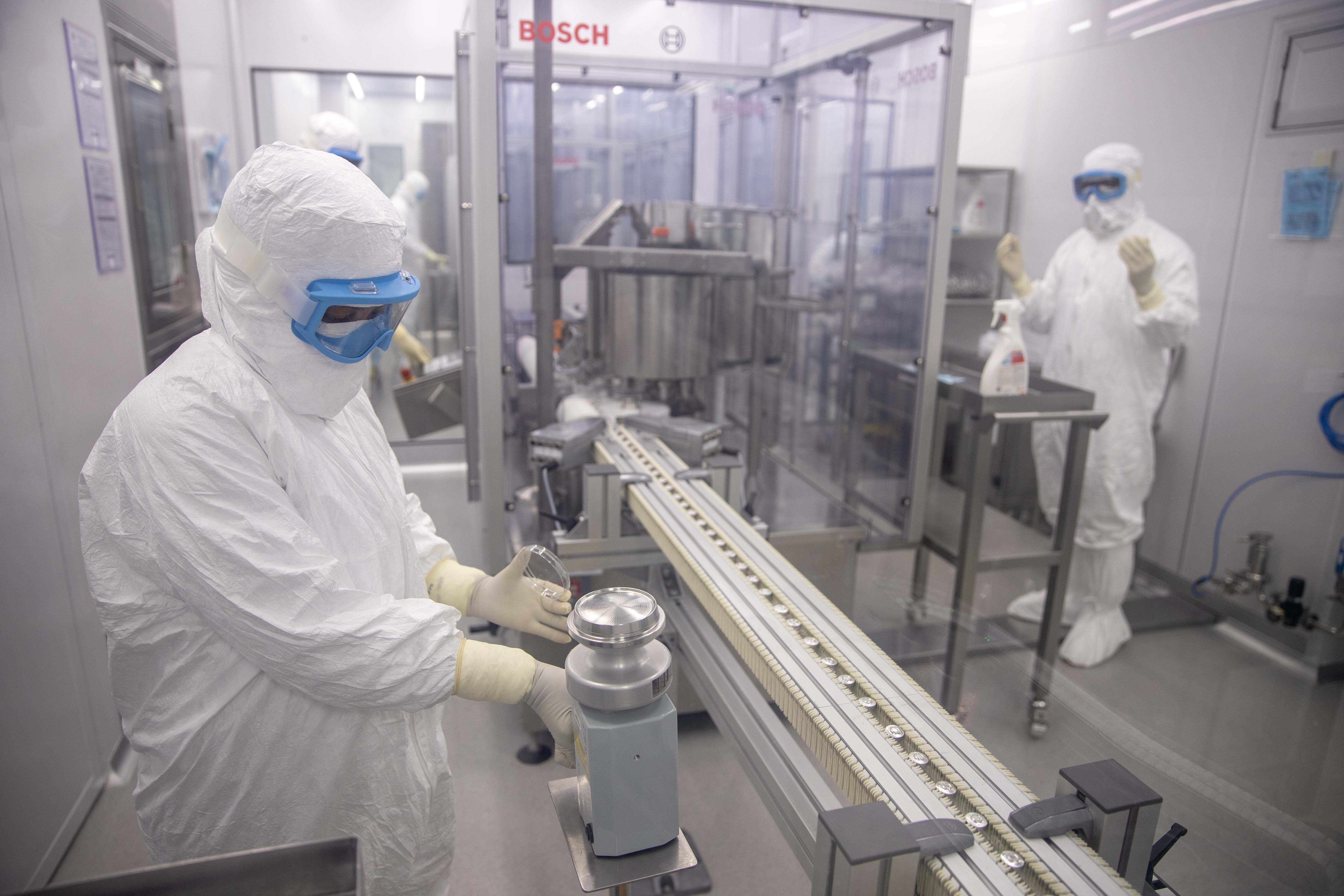
Produção de vacinas do Butantan

#### Chikungunya
Em janeiro de 2021, o Instituto firmou um acordo de transferência de tecnologia com a empresa de biotecnologia franco-austríaca Valneva para o desenvolvimento de uma vacina contra a chikungunya. Entre 2020 e 2021, o produto passou por um estudo clínico de fase 3 nos Estados Unidos e induziu produção de anticorpos em 99% dos voluntários adultos. No Brasil, o Butantan está conduzindo uma fase 3 em adolescentes de 12 a 17 anos. Resultados de um acompanhamento de seis meses demonstraram resposta imune em 99,1% dos jovens participantes. Em novembro de 2023, a vacina foi aprovada para uso em adultos nos Estados Unidos pela agência reguladora Food and Drug Administration (FDA). O Butantan enviou um pedido de registro definitivo à Anvisa em dezembro de 2023 e a solicitação está sendo avaliada pela agência brasileira.

### Pandemia de Covid-19 (2020 – 2022)

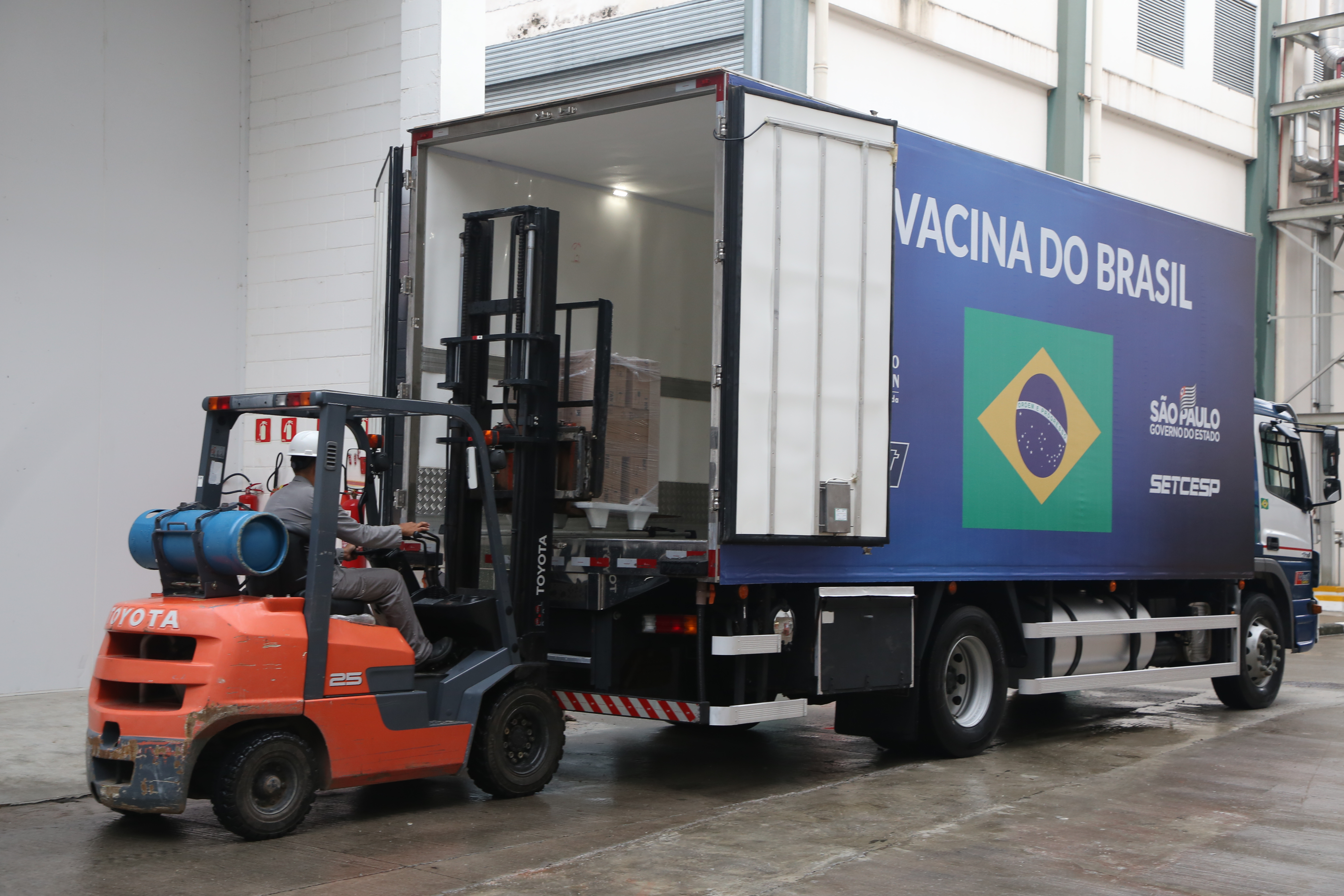
Entrega de lote da vacina CoronaVac do Butantan, 2021

#### Vacinas
No início da pandemia de Covid-19, em 2020, o Butantan fechou uma parceria com o laboratório chinês Sinovac Biotech para começar a produção da vacina CoronaVac. No mesmo ano, para reduzir o impacto da gripe no sistema de saúde (e assim liberar espaço para ações contra a COVID-19), o instituto antecipou e aumentou a produção da vacina da gripe. O número de doses produzidas foi ampliado para 75 milhões, e a campanha de vacinação foi adiantada em 23 dias, tendo começado dia 23 de março de 2020.
A CoronaVac foi o primeiro imunizante contra o SARS-CoV-2 a ser aplicado na população brasileira, em janeiro de 2021, após aprovação de uso emergencial pela Agência Nacional de Vigilância Sanitária (Anvisa). Entre fevereiro de 2021 e fevereiro de 2022, o Butantan conduziu um estudo de efetividade da CoronaVac com a população do município de Serrana (SP), batizado de Projeto S. O objetivo era avaliar a capacidade real da vacina de proteger contra a doença durante uma pandemia. Os resultados mostraram que a vacina protegeu 80,5% contra casos de Covid-19, 95% contra hospitalizações e 94,9% contra mortes.
Em 2021, o Instituto anunciou o desenvolvimento da própria vacina, a ButanVac, que chegou até a fase 2 de testes clínicos após ter mostrado resultados iniciais promissores. Inicialmente destinado ao esquema primário de vacinação, o imunizante passou a ser testado como dose de reforço. Durante o ensaio clínico de fase 2, foi constatado que a vacina não atingiu o resultado esperado em comparação a outros imunizantes existentes. Em agosto de 2024, o Instituto comunicou a decisão de descontinuar a produção da ButanVac.

#### Diagnósticos
Em abril de 2020, o Butantan passou a integrar e coordenar a Rede de Laboratórios para Diagnóstico do Coronavírus SARS-CoV-2, formada por 29 laboratórios de todo o estado de São Paulo. No mesmo mês, o Instituto recebeu um carregamento de 726 mil testes de RT-PCR para detecção de infecção por SARS-CoV-2, comprado da Coréia do Sul e destinado a distribuição para rede pública. Em janeiro de 2021, o Butantan criou a Rede de Alerta das Variantes do SARS-CoV-2, com o objetivo de identificar as linhagens do coronavírus que estavam em circulação. 
Outra ação voltada ao diagnóstico da doença foi o Lab Móvel, laboratório móvel criado para sequenciar cepas do coronavírus no estado de São Paulo e ajudar na testagem de casos suspeitos, principalmente em cidades que enfrentavam aumento de casos. Ao todo, o laboratório percorreu 30 mil quilômetros em 122 municípios de São Paulo, fazendo 38 mil laudos de RT-PCR e sequenciando mais de 2 mil amostras, entre agosto de 2021 e abril de 2022.

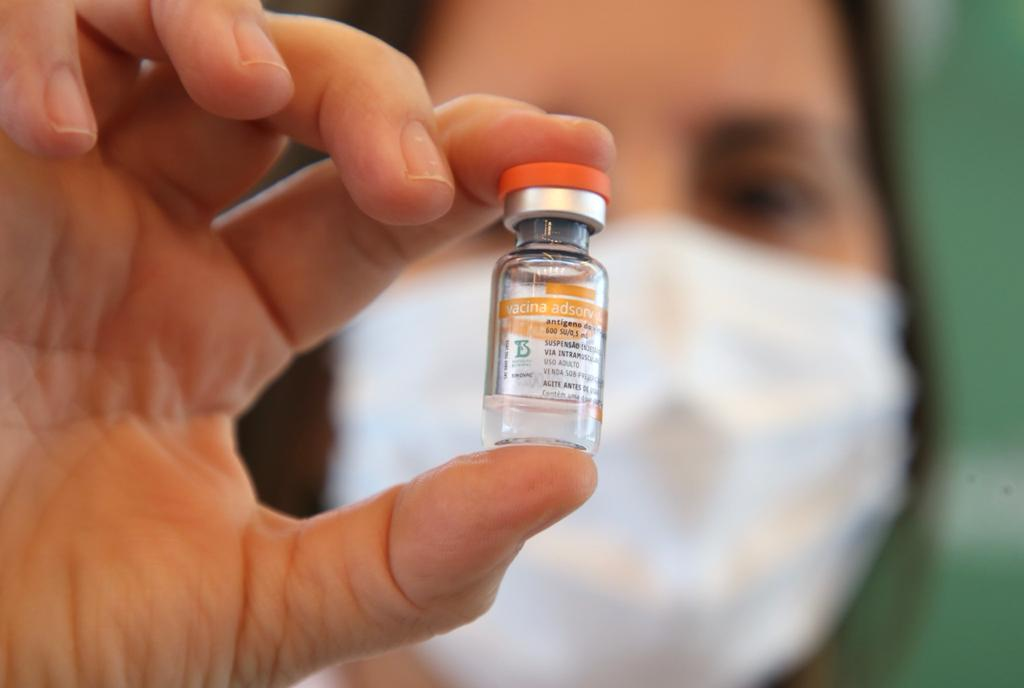
CoronaVac

#### Comunicação científica
Durante a pandemia, o Instituto Butantan estabeleceu um diálogo com a população por meio de seu site e redes sociais, combatendo notícias falsas e respondendo questionamentos sobre o coronavírus, principalmente sobre vacinas. No Portal do Butantan, criou a editoria Fato ou Fake, usada para desmentir boatos sobre a Covid-19 com dados científicos, e a página Tira Dúvida, com reportagens esclarecendo as principais dúvidas do público. O Instituto ampliou o contato com a imprensa para auxiliar na propagação de informações baseadas em evidências e rebater informações imprecisas. Outra ação foi a publicação do Dossiê CoronaVac, documento que reuniu estudos conduzidos em diferentes países do mundo que usaram a CoronaVac, mostrando resultados de segurança e eficácia.
A presença do Instituto na mídia também foi marcada pelo videoclipe da música "Vacina Butantan - Remix Bum Bum Tam Tam", do cantor de funk brasileiro MC Fioti. A música fala sobre a importância da vacinação para se proteger contra a doença. Lançado em janeiro de 2021, o vídeo teve quase 15 milhões de visualizações no YouTube.
O Butantan foi vencedor das edições de 2021 e 2022 do Prêmio Jatobá, Prêmio Latino Americano de Excelência e Inovação em PR – Troféu Jatobá PR. Em 2024, foi ganhador da 44ª edição do Prêmio José Reis de Divulgação Científica e Tecnológica, organizado pelo Conselho Nacional de Desenvolvimento Científico e Tecnológico (CNPq).

## Produção de imunobiológicos

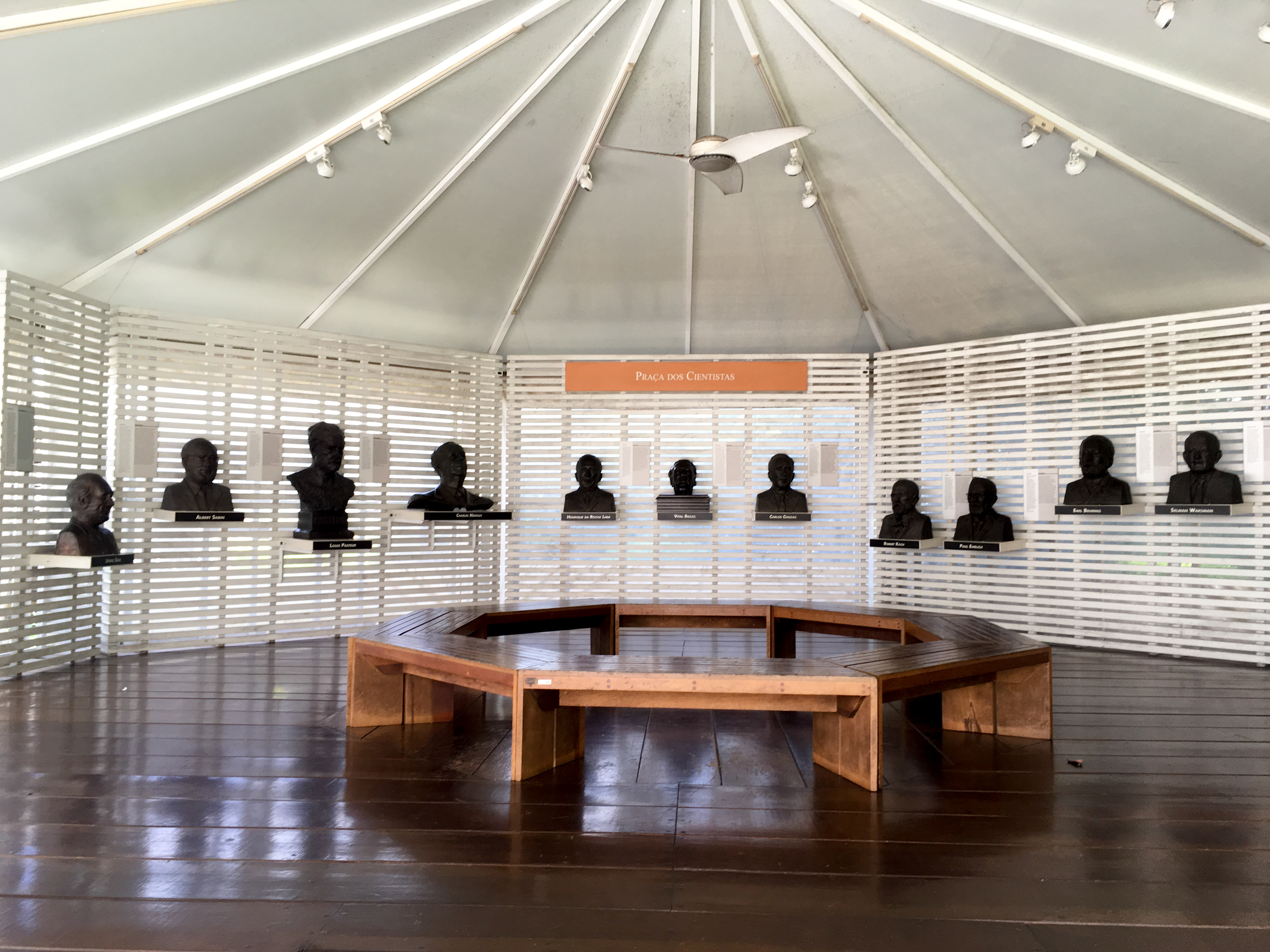
Praça dos Cientistas.

A produção de imunobiológicos voltados para a saúde pública pelo Instituto Butantan iniciou-se em 1901. Desde então, a instituição atua em parceria com o Ministério da Saúde para a distribuição de soros e vacinas pelo território brasileiro, que integram o Programa Nacional de Imunizações (PNI).

### Soros
O Instituto Butantan é especializado na produção de 12 tipos de soro heterólogo que tratam de intoxicações causadas por venenos de animais, toxinas ou infecções por vírus. Com capacidade de produção de 600 mil ampolas de soro por ano, o Butantan as distribui para toda a extensão do país, auxiliando no tratamento de envenenamentos por animais peçonhentos ao longo dos últimos cem anos.
O Instituto também exporta os soros antiofídicos e antidiftérico para países como Estados Unidos, Canadá, Reino Unido, Colômbia, Panamá, Bermudas, República Dominicana, Chile e Alemanha.
Seu sistema de produção do soro tornou-se referência internacional. Nele, são utilizados cerca de 800 cavalos imunizados com antígenos específicos preparados em um laboratório de ponta com venenos de serpentes, aranhas, escorpiões e lagartas.
São eles:
- Soro antiaracnídico (contra envenenamento por aranhas dos gêneros Loxosceles e Phoneutria e por escorpiões do gênero Tityus).
- Soro antiescorpiônico (contra envenenamento por escorpiões do gênero Tityus, como o escorpião amarelo, marrom ou preto).
- Soro antibotrópico (pentavalente, contra envenenamento por serpentes do gênero Bothrops, que inclui as jararacas).
- Soro anticrotálico (contra envenenamento por serpentes do gênero Crotalus, como a cascavel).
- Soro antibotrópico (pentavalente) combinado com anticrotálico.
- Soro antibotrópico (pentavalente) combinado com antilaquético (contra envenenamento por serpentes do gênero Lachesis, conhecidas como surucucu-pico-de-jaca).
- Soro antibotulínico AB (bivalente) (contra envenenamento por toxina botulínica em casos de botulismo).
- Soro antidiftérico (contra envenenamento por toxina diftérica).
- Soro antielapídico (bivalente) (contra envenenamento por serpentes do gênero Micrurus, um dos gêneros de cobra-coral).
- Soro antilonômico (envenenamento por taturanas do gênero Lonomia).
- Soro antirrábico (usado como profilaxia para a raiva após mordida de animal).
- Soro antitetânico (contra envenenamento por toxina tetânica).

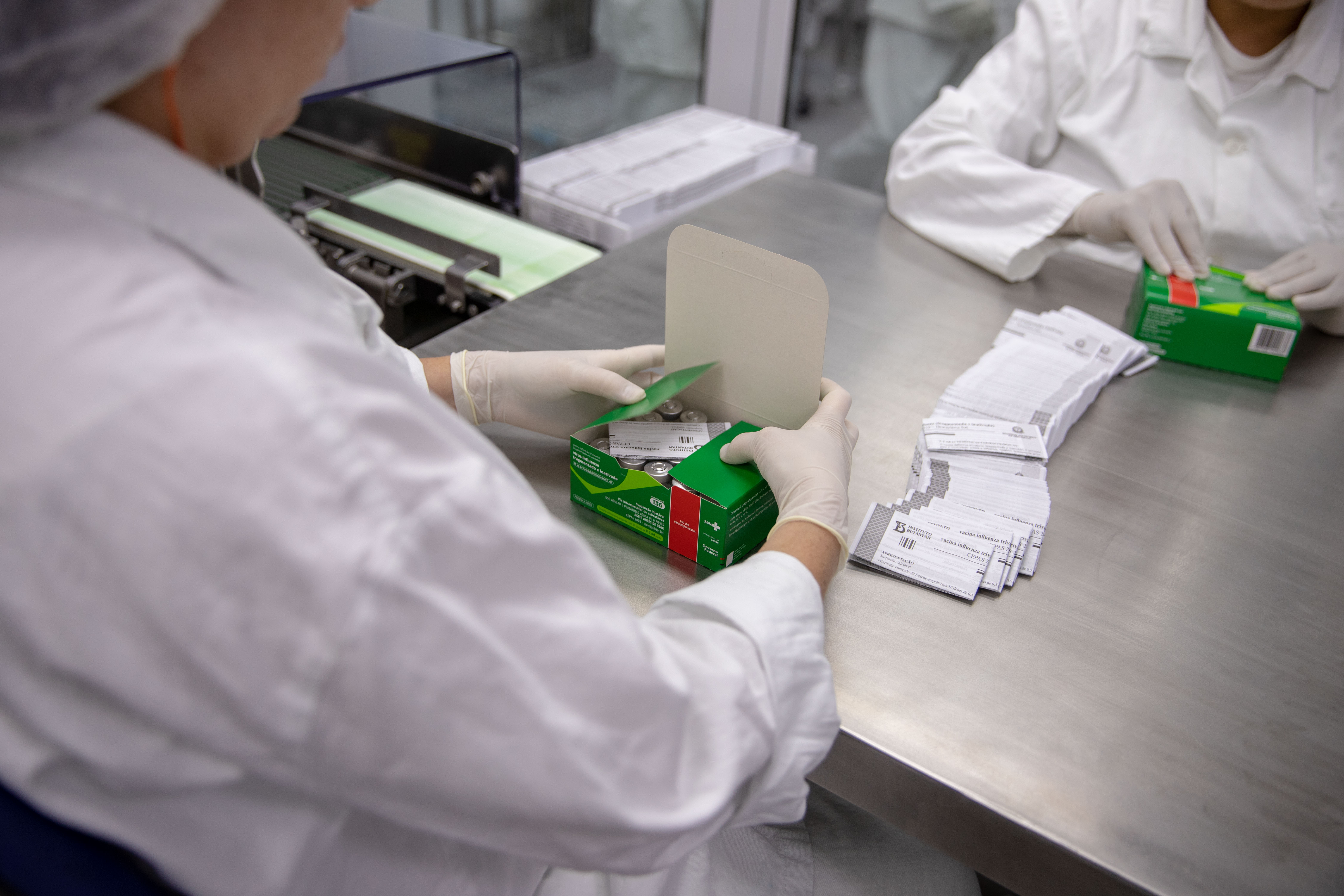
Vacina Influenza do Butantan

### Vacinas
O Instituto Butantan também é reconhecido por sua produção de vacinas. Diferente do soro, a vacina atua na prevenção de doenças, estimulando a produção de anticorpos, e não como imunização passiva. As vacinas mais recentes no calendário nacional de vacinação - Hepatite A, HPV e dTpa - são frutos de acordos de transferência de tecnologia de parceiros privados com o Instituto Butantan e o Ministério da Saúde.
O Instituto Butantan produz atualmente:
- Vacina adsorvida difteria, tétano e pertussis (DTP)
- Vacina adsorvida difteria e tétano adulto (dT)
- Vacina adsorvida difteria e tétano infantil (DT)
- Vacina adsorvida hepatite B (recombinante)
- Vacina adsorvida hepatite A (inativada)
- Vacina influenza sazonal trivalente (fragmentada e inativada)
- Vacina raiva inativada (VR/VERO)
- Vacina papilomavírus humano (HPV) tipo, 6, 11,16 e 18 (recombinante)

### Terapias avançadas

#### Adalimumabe
Em 2021, o Butantan firmou um acordo de Parceria para o Desenvolvimento Produtivo (PDP) com a farmacêutica Sandoz do Brasil para iniciar a transferência da tecnologia do medicamento adalimumabe, um anticorpo monoclonal destinado a doenças inflamatórias crônicas autoimunes, como artrite reumatoide e psoríase, e do trato gastrointestinal, como doença de Crohn e colite. O objetivo da transferência é que o Butantan produza o medicamento inteiramente em território nacional, dentro de seu parque fabril.
No final de 2022, as instituições fecharam um contrato para o fornecimento de 398 mil unidades do fármaco ao Ministério da Saúde. Os medicamentos foram entregues entre dezembro de 2022 e junho de 2023.  Em 2024, um novo contrato estabeleceu o fornecimento de 644 mil unidades do anticorpo monoclonal.

### Centro Bioindustrial

#### Fábrica inoperante
Após investimento de R$ 240 milhões, a fábrica de derivados de sangue, implantada em 2008, nunca produziu vacinas e medicamentos, constatados por institutos fiscalizadores do Estado de São Paulo em 2017.

#### Centro de Produção Multipropósito de Vacinas (CPMV)
Em março de 2022, o Butantan inaugurou a obra civil do Centro de Produção Multipropósito de Vacinas (CPMV), uma nova fábrica que terá capacidade de produzir até 100 milhões de doses de vacinas por ano. Alinhada às normas e regulamentos da Organização Mundial da Saúde (OMS), da Agência Norte-Americana de Medicamentos (FDA) e da Agência Europeia de Medicamentos (EMA), a estrutura é automatizada e adaptável para produzir vacinas em cinco plataformas diferentes.
A fábrica de 11 mil m² recebeu um investimento de R$ 189 milhões, obtido por meio de doações de 75 empresas privadas brasileiras. Os recursos foram captados pela organização da sociedade civil Comunitas, em parceria com a InvestSP, a Fundação Butantan e o Instituto Butantan.

## Atendimento de acidentes ofídicos

### Hospital Vital Brazil

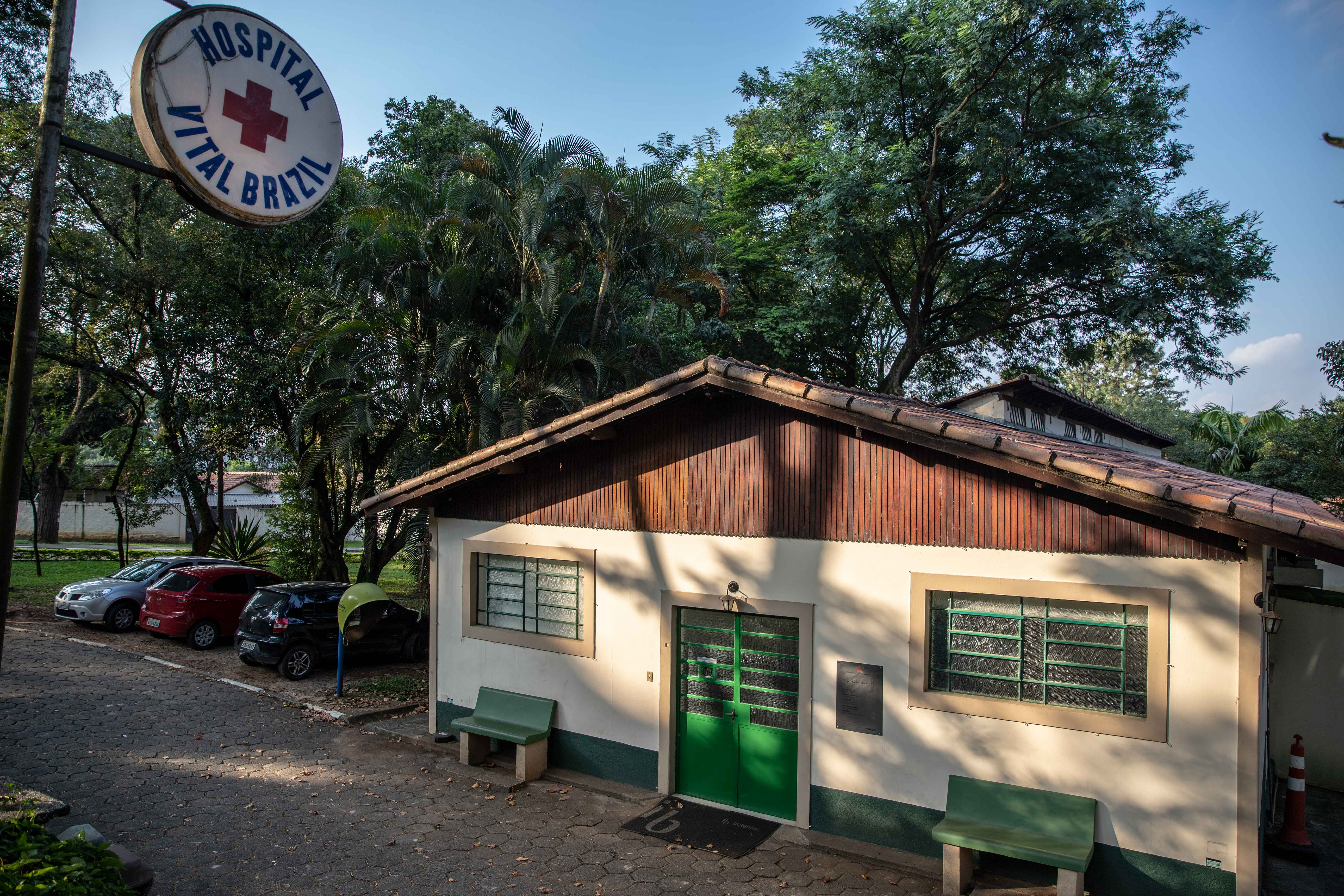
Fachada do Hospital Vital Brazil.

O Hospital Vital Brazil (HVB), localizado dentro do Instituto Butantan, foi fundado em novembro de 1945 e é especializado em pesquisas e no tratamento de pacientes que sofreram picadas ou acidentes com algum tipo de animal peçonhento, como aranhas, serpentes e escorpiões. Com pronto-atendimento, o hospital funciona todos os dias, 24 horas, e já atendeu mais de 100 mil pessoas desde sua abertura. A unidade também orienta por telefone médicos de outros lugares do Brasil e do mundo quanto ao atendimento de pacientes acidentados, com o objetivo de identificar a causa do acidente e mitigar os riscos de vida.
A equipe já atuou em casos de envenenamento no exterior, tendo enviado soros para países como Peru e Guiana.  Em 2023, o Butantan recebeu uma carta de agradecimento do Parlamento britânico por salvar a vida de um jovem inglês acidentado com a lagarta peçonhenta Lonomia obliqua. O veneno desse animal pode provocar alteração na coagulação e hemorragia grave, levando à morte.
O HVB oferece treinamentos e estágios voluntários para médicos, enfermeiros e outros profissionais da saúde. Os especialistas do hospital também participam da elaboração de normas técnicas e capacitação de equipes para atendimento aos pacientes e fornecem assessoria técnica ao Ministério da Saúde.

## Farmacovigilância
O Instituto Butantan possui um setor de Farmacovigilância, responsável pela detecção, avaliação, compreensão, comunicação e prevenção de eventos adversos e problemas relacionados a vacinas, soros e outros medicamentos produzidos pela instituição. Ao monitorar os eventos adversos, a área analisa continuamente a segurança, eficácia e qualidade dos produtos após a sua comercialização.

## Parque da Ciência Butantan

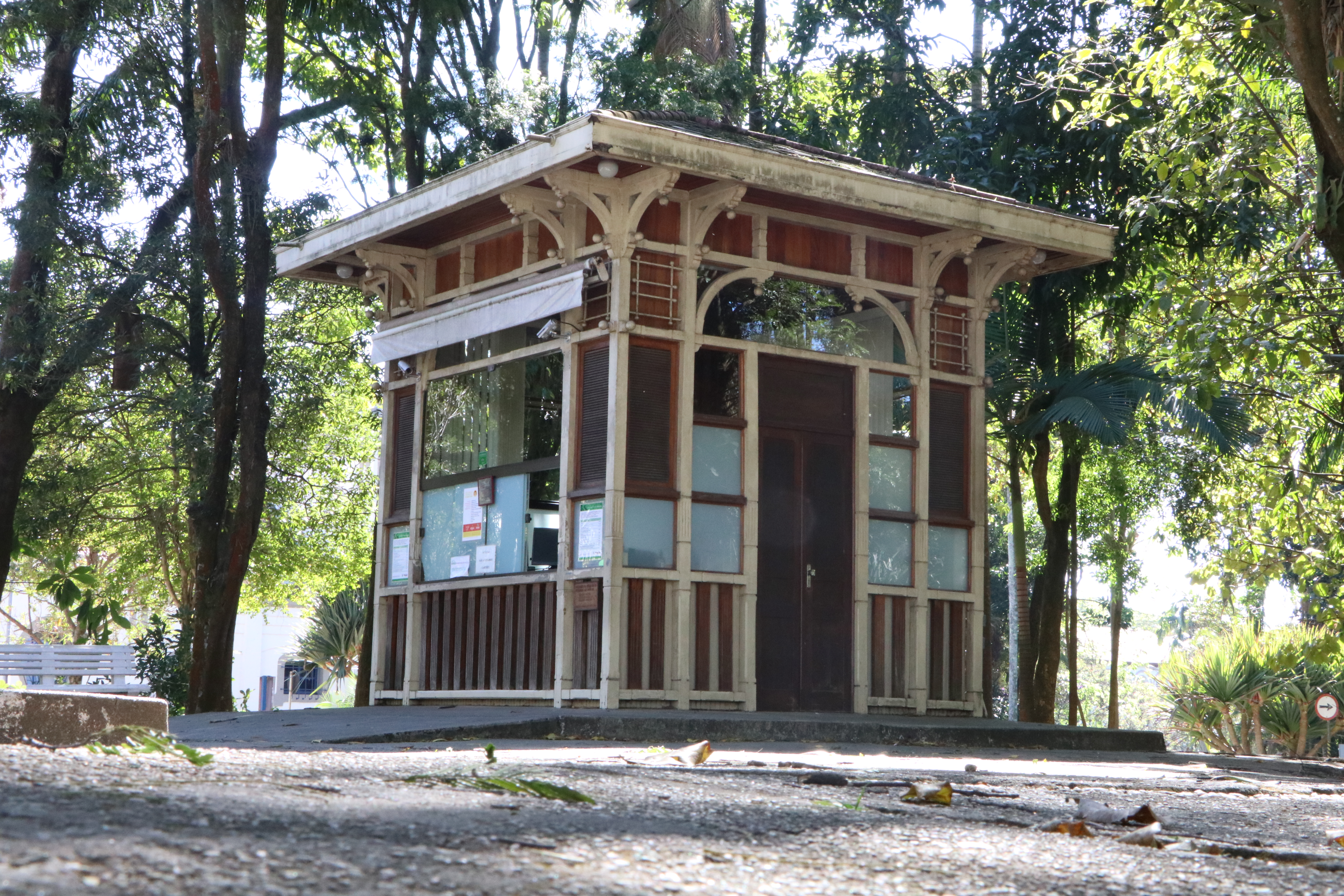
Bilheteria.

O Parque da Ciência Butantan é um complexo cultural vinculado ao Centro de Desenvolvimento Cultural do Instituto Butantan, criado em 2019, para aprimorar o atendimento dos milhares de visitantes, nacionais e estrangeiros, que visitam o Instituto anualmente. Com 725 mil metros quadrados área verde, o Parque promove ações educativas, ambientais e de lazer para inspirar o interesse e a curiosidade pela ciência.
O Centro de Desenvolvimento Cultural é o setor do Butantan que cuida dos assuntos relacionados às atividades culturais do Instituto. A área conduz pesquisas em Educação, Museologia e História da Ciência e da Saúde, e ajuda a divulgar o trabalho científico do Butantan para o público geral, por meio de cursos, atividades, exposições etc., e por meio de seus diferentes museus.
Em paralelo aos museus, o Centro de Desenvolvimento Cultural já organizou exposições temporárias como o Butantan Itinerante (cujo acervo é apresentado em instituições, escolas e eventos), a Parada Butantan (apresentada na Estação Ciência da USP), e a exposição permanente no projeto Sabina Escola Parque do Conhecimento (Santo André/SP).

### Biblioteca Científica

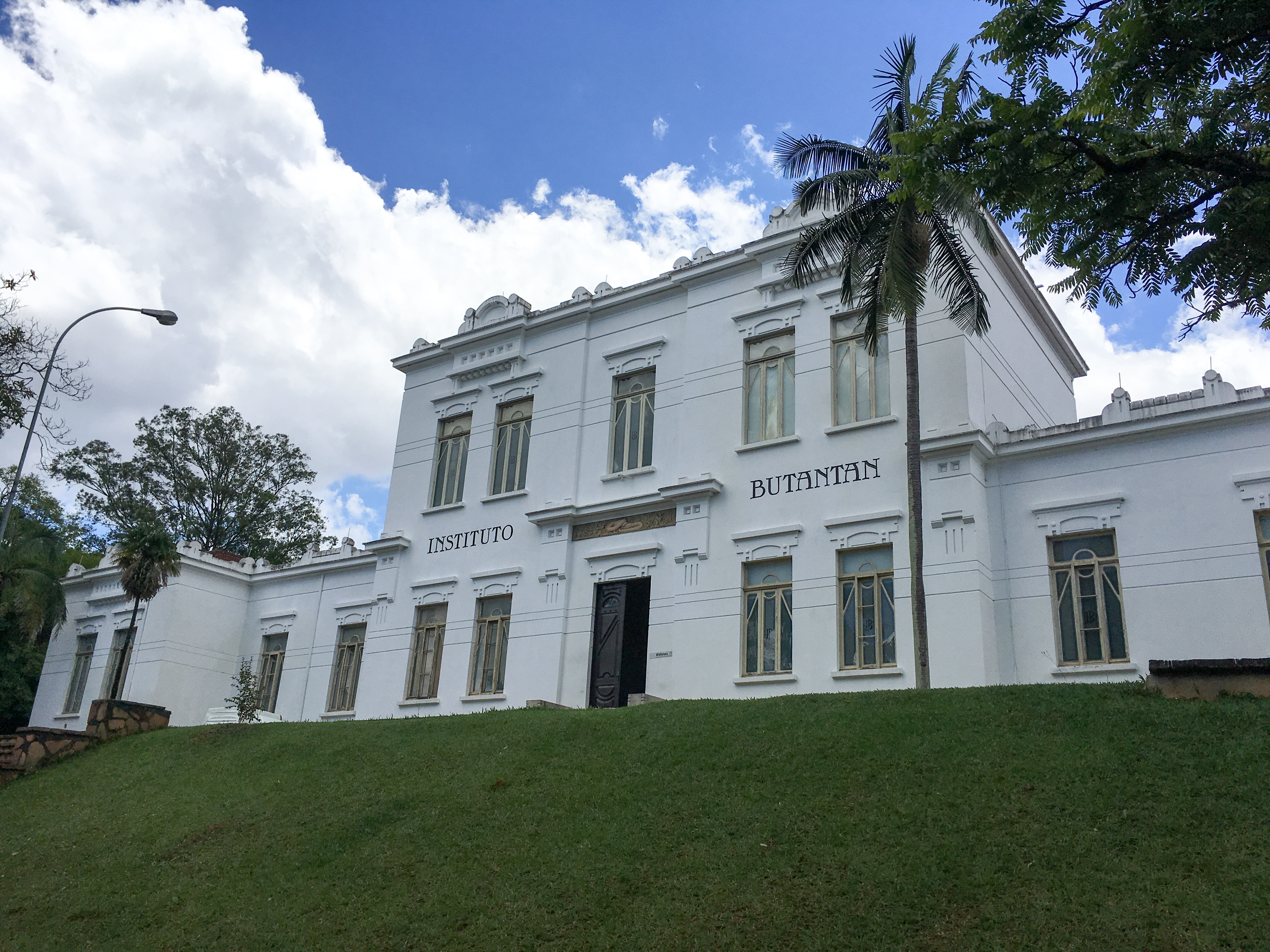
Edifício Vital Brazil, que abriga a Biblioteca Científica do Butantan

A Biblioteca Científica do Instituto Butantan é especializada nas áreas de toxinas, imunologia, biodiversidade e biotecnologia. Foi fundada em 1910, quando se iniciou a formação de seu acervo, que hoje conta com 4.500 obras. Em 1914, durante a administração de Otto Bier, foi instalada em uma sala no primeiro pavimento do prédio central do instituto, hoje denominado Edifício Vital Brazil. O prédio entrou em restauração em 2020 e foi reinaugurado em abril de 2023, oferecendo salas de exposições e salas de estudo em grupo e individual. Também ganhou o novo Espaço Semear Leitores, projeto realizado em parceria com a Fundação Bunge, que incentiva a leitura para o público infantojuvenil.
Tem como missão oferecer apoio informacional às atividades de ensino e pesquisa. Também se ocupa de preservar e difundir a produção científica do Instituto Butantan alimentando os banco de teses e dissertações, de artigos, da Biblioteca Virtual da Saúde - BVS - e oferece serviços personalizado aos pesquisadores e alunos para suporte no desenvolvimento de projetos de pesquisa, geração de novos conhecimentos e inovação.

### Prédios históricos

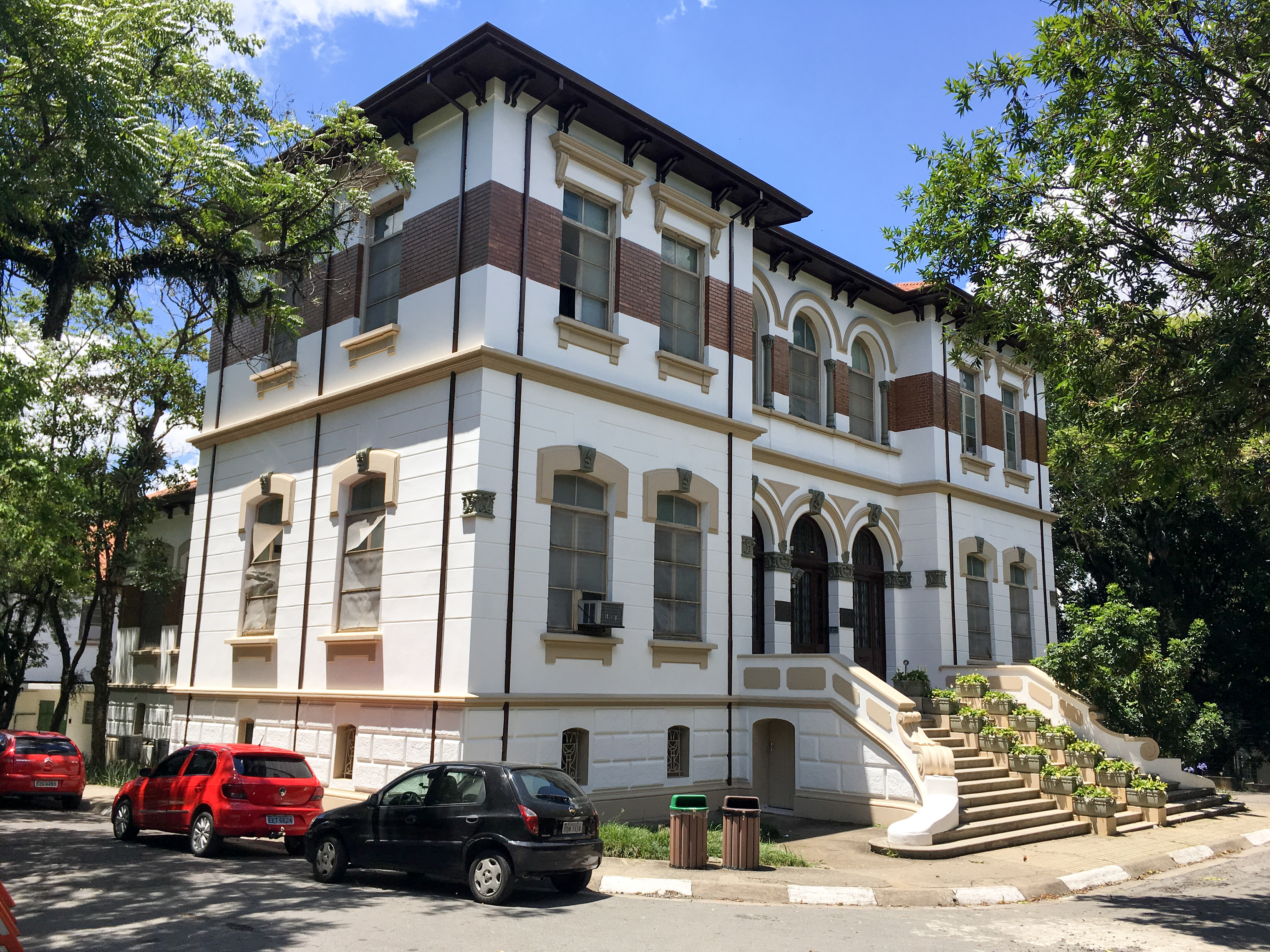
Pavilhão Lemos Monteiro, que abriga laboratórios e serviu como residência de Vital Brazil em 1924.

O Butantan está localizado ao lado da Cidade Universitária Armando de Salles Oliveira da Universidade de São Paulo, em um jardim privilegiado com 12 prédios históricos tombados e com estilos variados, desde a Art Decó até as residências campestres inglesas do início do século XX. Em 1981, o conjunto arquitetônico foi reconhecido pelo Conselho de Defesa do Patrimônio Histórico, Arqueológico, Artístico e Turístico do Estado de São Paulo (Condephaat) como bem cultural de interesse histórico e paisagístico.
O Parque reúne cinco museus que ficam abertos ao público: o Museu Biológico, que é o mais antigo, criado em 1914; o Museu Histórico - Espaço Terra Firme, de 1981, instalado em uma representação do que teria sido o primeiro laboratório improvisado de Vital Brazil; o Museu de Microbiologia, criado em 2002; e o Museu da Vacina, inaugurado em 2023. Existe, ainda, o Museu de Saúde Pública Emílio Ribas, localizado fora do complexo do Parque, no bairro do Bom Retiro, próximo a outras instituições culturais como a Pinacoteca do Estado, a Sala São Paulo e o Museu da Língua Portuguesa.
O Museu Biológico é de autoria do engenheiro e arquiteto Mauro Álvaro e conta com padrões estéticos ligados ao Sezession, derivação vienense do Art Nouveau. Inicialmente, o prédio era destinado à acomodação dos cavalos imunizados durante o processo de produção de soros, e assim seguiu até 1945, quando os animais foram transferidos para a Fazenda São Joaquim. Em 1966, o edifício passou a abrigar a exposição de serpentes, oficializando a criação do Museu Biológico.
O Museu de Microbiologia foi desenhado pelo arquiteto Márcio Kogan, que acabou sendo limitado pela antiga construção, o que não prejudicou a obra, sendo premiada mais de uma vez pelo IAB-SP (Instituto Dos Arquitetos o Brasil) e pela Asbea (Associação Brasileira dos Escritórios de Arquitetura). A instalação possui três espaços principais: o auditório, local onde são projetados vídeos sobre microbiologia; o de exposições permanentes, com modelos tridimensionais de protozoários, vírus e bactérias; e o laboratório didático, coração do museu, que oferece atividades para grupos escolares.
O Museu Histórico foi construído representando a edificação original que teria sido o primeiro laboratório improvisado por Vital Brazil. A obra foi responsabilidade do arquiteto Osmar Mammini, idealizada com a ajuda de relatos de antigos funcionários e de fotografias da época.
Já o mais novo Museu da Vacina foi construído a partir da restauração da Casa Rosa, um casarão de 550m², que foi a primeira sede da Fazenda Butantan no século XVIII. A Casa Rosa, de autoria desconhecida e estilo neoclássico, data do final do século XIX. Chegou a servir como residência de Vital Brazil, além de ter abrigado a Escola Rural do Butantan. O projeto do Museu da Vacina foi executado por Celso Grion, Erick Tonin e Milena Arantes, do escritório Effect Arquitetura, e pelos arquitetos e engenheiros do Butantan, que buscaram preservar partes da edificação.
Embora o conjunto arquitetônico tombado do Instituto seja reconhecido pelos seus edifícios históricos, construídos durante as primeiras décadas do século XX, sendo alguns oriundos do século XIX, um número significativo de projetos modernos foram feitos para o campus da instituição a partir do final da década de 1950. Parte do Plano de Ação do Governo do Estado, durante o governo de Carlos Alberto de Carvalho Pinto (PDC), estes projetos tinham como objetivo ampliar e modernizar a estrutura para a pesquisa e produção do Instituto, no momento em que era construída a Cidade Universitária da Universidade de São Paulo. Por motivos internos, divergências quanto ao planejamento conjunto com a Universidade e por receio de perda de autonomia e da sua identidade vinculada aos edifícios históricos, a maior parte dos projetos não foi executada, sofrendo alterações constantes e tendo sido construídos somente projetos modernos que não interferiam no conjunto arquitetônico original, como o Conjunto de Residencial e edifícios para o setor da produção.
Entre os arquitetos que trabalharam no desenvolvimento do plano estão identificados: Carlos Alberto Cerqueira Lemos, Rubens Carneiro Vianna, Maurício Tuck Schneider, Jorge Wilheim, Mario Rosa Soares,  Abelardo de Souza, João Carlos Bross, Jacob Goldemberg, Luiz Contrucci, Leo Quanji Nishikawa, Sergio Atrigliano, Miranda Magnoli, João Roberto Leme, Osmar Antonio Mammini e Carlos Henrique Heck, além do escritório de engenharia de Figueiredo Ferraz e dos engenheiros Savério Orlandi, Roberto Rossi Zucolloto, José Morelli e Eduardo Pessoa.

### Museus

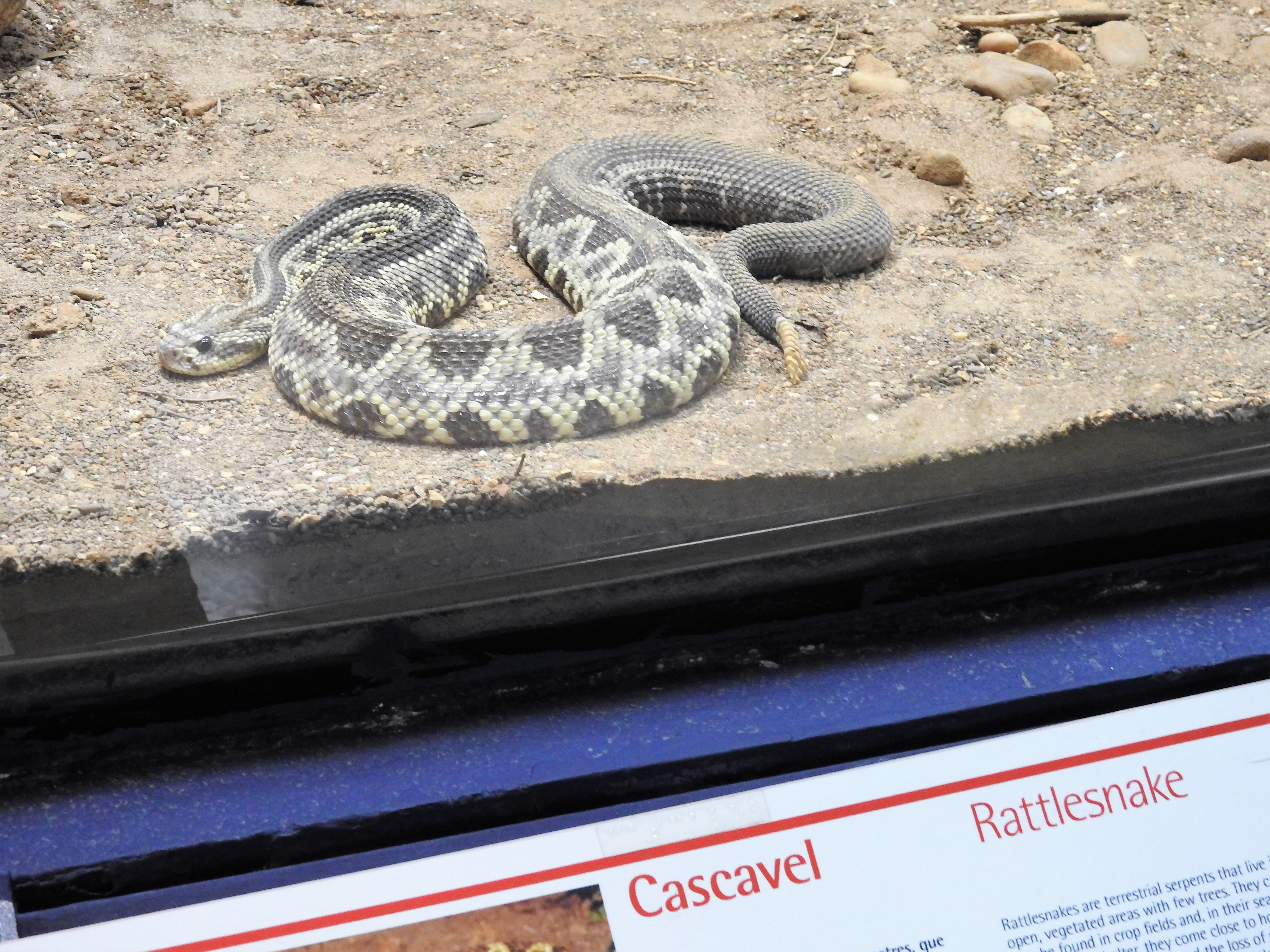
Cascavel exposta no Museu Biológico

O Instituto Butantan possui cinco museus focados em diferentes áreas da ciência:

#### Museu Biológico
O Museu Biológico do Instituto Butantan, que funciona desde 1966, foi o primeiro museu a receber visitantes. Localizado na antiga cocheira de imunização construída na década de 1920, abriga uma exposição de animais vivos, onde serpentes, lagartos, anfíbios, aranhas e escorpiões podem ser vistos em recintos que recriam seus habitats naturais. Podem ser vistos tanto animais pertencentes à fauna brasileira quanto exóticos. O objetivo é conscientizar a população sobre a importância das diferentes espécies na manutenção do ecossistema. Além de fazer divulgação científica, o museu desenvolve pesquisas nas áreas de educação não formal, zoologia, conservação e medicina veterinária.

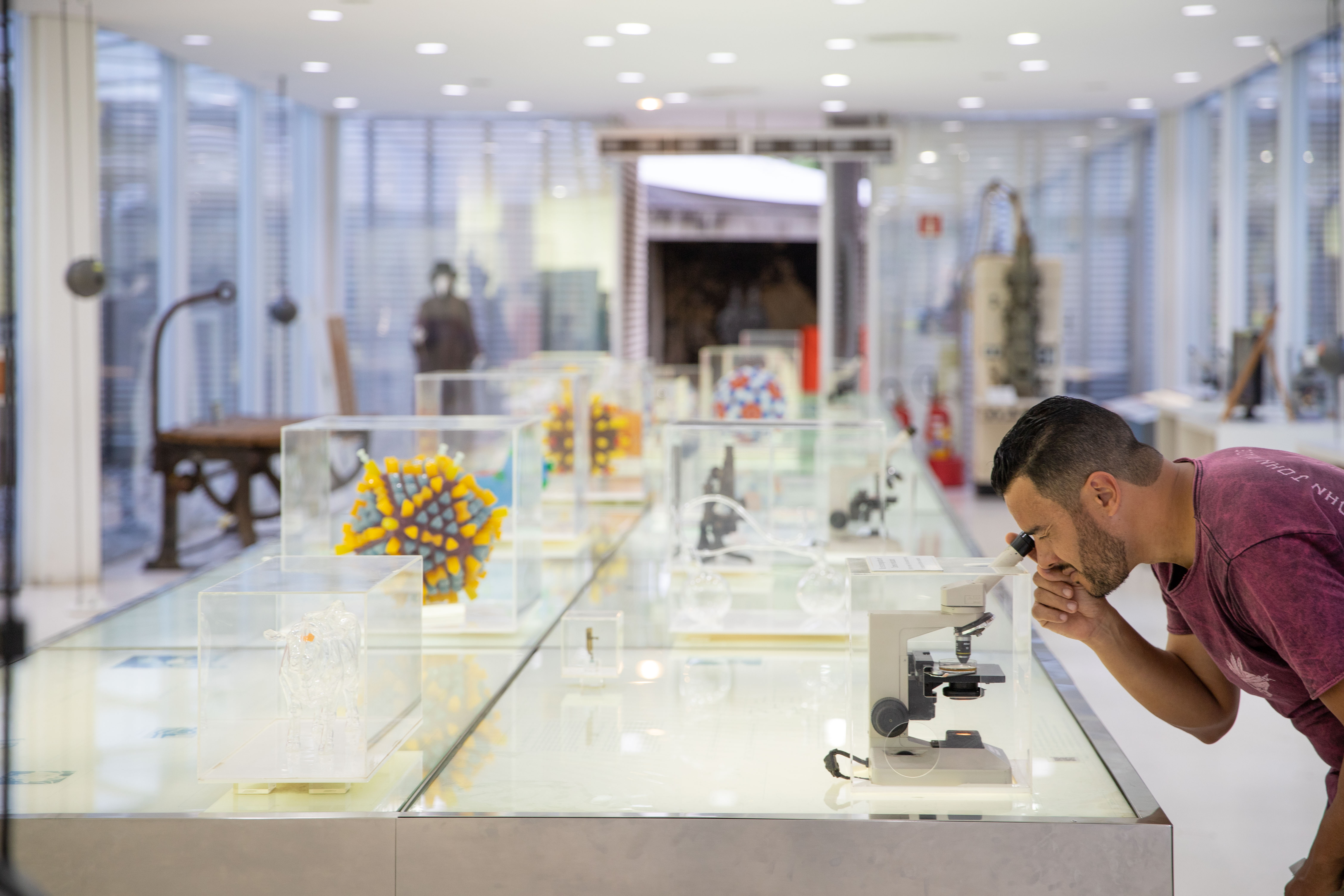
Museu de Microbiologia

#### Museu de Microbiologia Prof. Isaias Raw
Idealizado pelo professor Isaías Raw, foi construído com auxílio da Fundação de Amparo à Pesquisa do Estado de São Paulo (FAPESP) e da Fundação Vitae, e inaugurado em 2002. Sua missão é estimular a curiosidade das pessoas sobre a ciência dos microrganismos, por meio de exposições e ações educativas, além de divulgar as atividades do Instituto Butantan. O espaço possui uma exposição permanente composta por microscópios, animações, modelos tridimensionais de microrganismos, além de uma exposição interativa e lúdica idealizada para crianças, e atividades temporárias que aprofundam temas relacionados à microbiologia. Em 2023, foi rebatizado para Museu de Microbiologia Prof. Isaias Raw, em homenagem ao seu criador.

#### Museu Histórico - Espaço Terra Firme

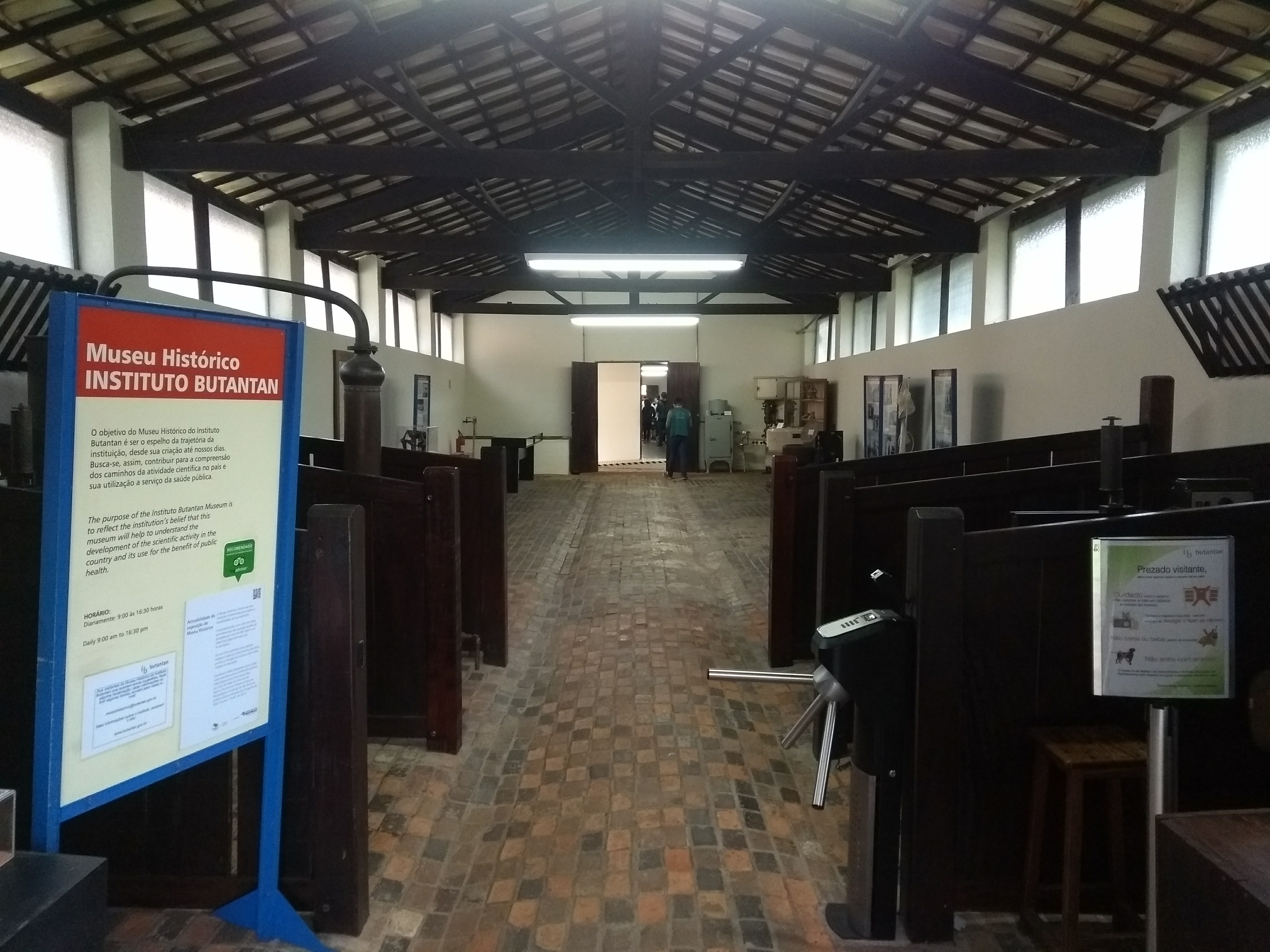
Museu Histórico

Criado em 1981, foi instalado na antiga cocheira adaptada para abrigar o primeiro laboratório do Instituto. A missão do Museu Histórico é preservar, divulgar e perpetuar a história da ciência e da saúde pública. Também é dedicado à memória do Instituto Butantan, seus personagens e atividades. Seu acervo é composto por fotos, cartazes, documentos oficiais, objetos museológicos, obras de arte, entre outros. Seu nome, "Terra Firme", é a tradução da palavra Tupi “Butantan”. Em 2022, inaugurou a exposição Serum ou Soro, em comemoração aos 120 anos da instituição, que fala sobre a produção de soros. Possui textos e audioguias em português, inglês e espanhol.

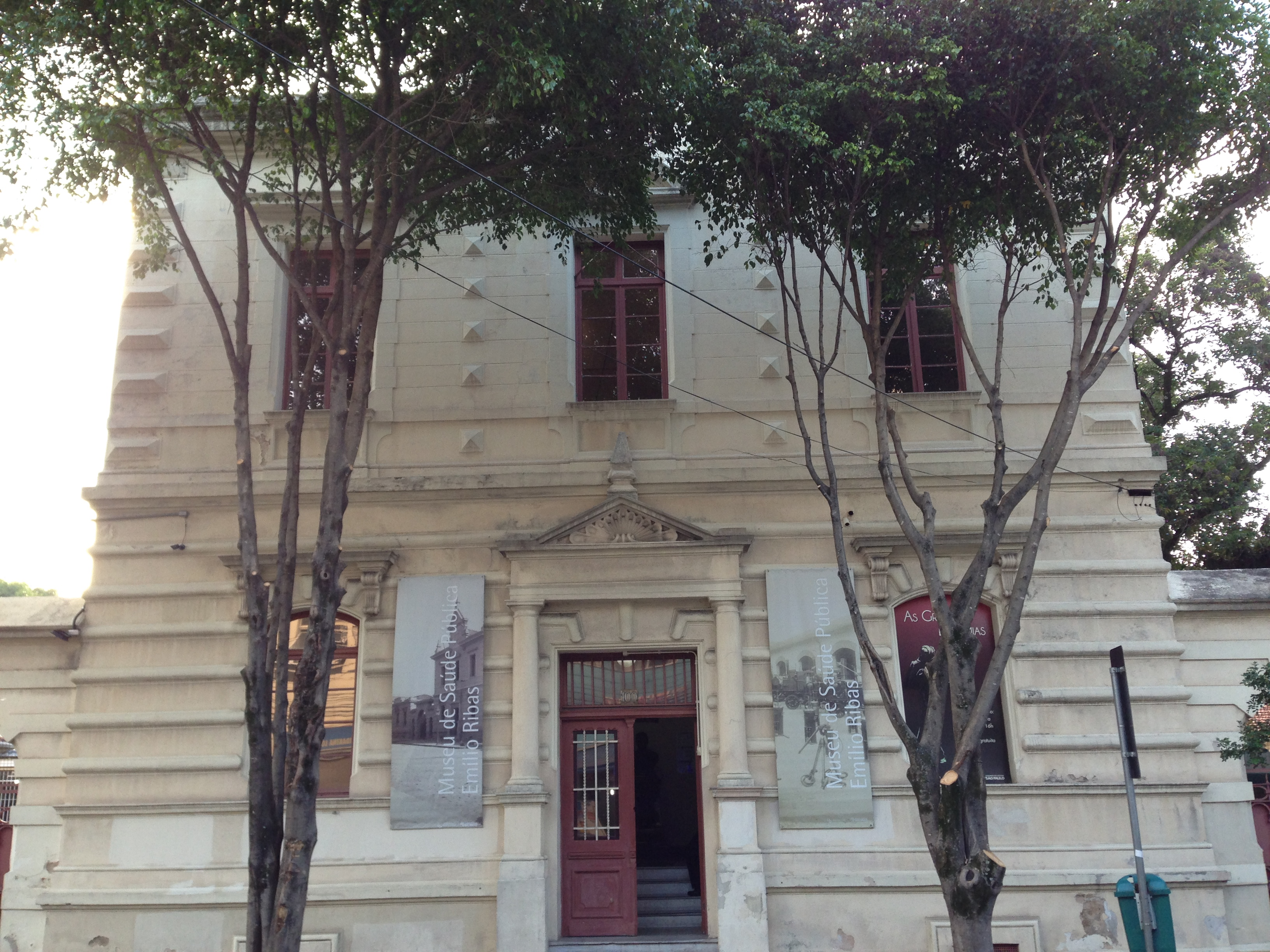
Museu de Saúde Pública Emílio Ribas (MUSPER)

#### Museu de Saúde Pública Emílio Ribas
Localizado no tradicional Bairro do Bom Retiro, na Rua Tenente Pena, nº 100, e depositário de um dos mais importantes acervos documentais da saúde do Brasil, o museu foi transferido para o Instituto Butantan em 2010. Ele está instalado no antigo Desinfectório Central, construído em 1893, que era responsável pela desinfecção de ruas, residências, remoção de doentes e de cadáveres. O edifício é reconhecido como patrimônio cultural de São Paulo e tombado pelo Conselho de Defesa do Patrimônio Histórico (Condephaat) desde 1984. Especializado na história da saúde pública, possui um dos maiores acervos documentais no Brasil disponíveis para pesquisa e elaboração de aulas, uma exposição fotográfica permanente e também atividades educativas. São 1.137 objetos museológicos tridimensionais, e uma coleção bibliográfica com aproximadamente 35 mil cópias, com temas relacionados à saúde pública, epidemiologia e medicina preventiva, desde 1880 até 2008.

Linha do tempo no interior do Museu da Vacina

#### Museu da Vacina
O Museu da Vacina foi inaugurado em 2023 para chamar a atenção da população geral sobre a importância da vacinação, dialogar sobre ciência e demonstrar o quanto as vacinas são seguras e eficazes. A exposição é imersiva e lúdica, e conta com elementos como hologramas, linha do tempo, jogos eletrônicos e cinema 6D. O filme do cinema apresenta uma viagem ao corpo humano de uma pessoa não vacinada e de uma pessoa vacinada. O museu conta, ainda, com um tour virtual, que explica o que são as vacinas, como se produz uma vacina e como ela age no organismo humano.  Trata-se do primeiro museu dedicado à vacina na América Latina.

### Viveiros de animais

#### Macacário
O espaço, aberto à visitação, abriga uma colônia de macacos originários da Índia, do grupo Rhesus, espécie Macaca mullata, em um ambiente com vegetação, rochas e enriquecimento ambiental que simulam seu habitat natural. Esses macacos chegaram ao Instituto Butantan em 1929 para pesquisas sobre a vacina contra a febre amarela. Possui um pequeno lago, balanços, pneus e troncos de árvore para os animais escalarem.

#### Serpentário
O Serpentário é uma das mais populares atrações do Parque da Ciência, inaugurado em 1914. No local, os visitantes podem observar serpentes da fauna brasileira e espécies não peçonhentas em um ambiente semelhante ao habitat natural.

#### Reptário
O viveiro possibilita a observação de répteis como lagartos e quelônios (tartarugas, jabutis e cágados), e oferece atividades educativas e ações de extensão cultural.

### Horto Oswaldo Cruz
Criado em 1916, o Horto Oswaldo Cruz tinha o objetivo de cultivar plantas medicinais, orientar na cura de moléstias e combater o charlatanismo. Hoje, totalmente revitalizado, o espaço oferece diversos atrativos aos visitantes, como: Jardim dos 5 sentidos, trilhas da Figueira Branca e do Cedro Rosa, antúrio titã (a maior flor do mundo que pode atingir quase 3 metros de altura), Teatro de Arena, Espaço de convivência para oficinas e Sala de atividades.

## Ensino e pesquisa

### Escola Superior do Instituto Butantan (ESIB)
Além da produção de imunobiológicos e divulgação científica, o Instituto Butantan possui atividades de ensino e pesquisa. Uma das frentes é a Escola Superior do Instituto Butantan (ESIB), criada em 2018, que oferece Cursos de Divulgação Científica, Cursos de Extensão, Estágio Curricular Obrigatório, Especialização em Biotérios e Especialização na Área da Saúde, além do programa Cientista Mirim, destinado a estudantes do Ensino Médio.

### Pró-Reitoria de Pesquisa e Pós-Graduação
A Pró-Reitoria de Pesquisa e Pós-Graduação do Instituto Butantan possui programas de Mestrado e Doutorado em Toxinologia e Mestrado Profissional em Biotecnologia e Bioprocessos.
Pesquisadores do Instituto também orientam estudantes por meio de programas da Universidade de São Paulo, como o programa de Pós-Graduação em Imunologia do Instituto de Ciências Biomédicas da USP e o Programa de Pós-Graduação Interunidades em Biotecnologia.

### MBA em Gestão da Inovação em Saúde
Em parceria com Escola de Educação Permanente (EEP) do Hospital das Clínicas da Universidade de São Paulo (USP), o Butantan também oferece um MBA em Gestão da Inovação em Saúde. As aulas abordam todas as etapas do processo de inovação em saúde: pesquisa, patenteamento, produção, comercialização de produtos e transferência de tecnologia.

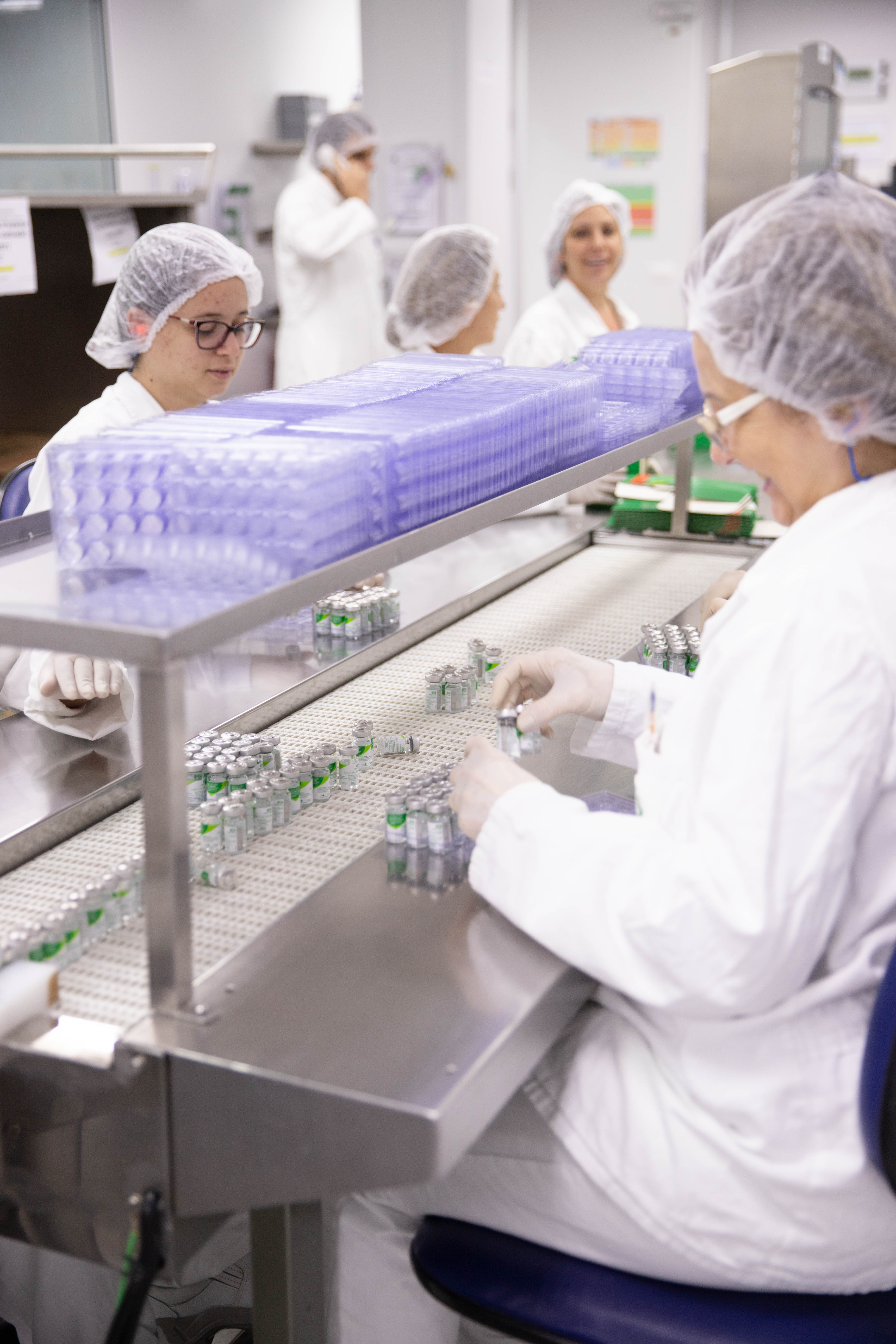
Rotulagem de vacinas no Instituto Butantan

### Linhas de pesquisa
O Instituto Butantan é conhecido não só pela produção de soros e vacinas, mas pelo desenvolvimento de pesquisas científicas em diferentes áreas. Possui laboratórios especializados em Imunologia, Toxinologia, Biotecnologia, Biologia Molecular, Farmacologia, Biologia Celular, Bioquímica, Microbiologia, Parasitologia, Biologia Animal, Genética e Fisiologia. Os grupos de pesquisa são integrados ao Centro de Desenvolvimento e Inovação, ao Centro de Desenvolvimento Científico e ao Centro Bioindustrial.
O Butantan também possui outros centros de pesquisa especializados:
- Centro de Pesquisa em Toxinas, Resposta Imune e Sinalização Celular (CeTICS)[183] - considerado um Centro de Pesquisa, Inovação e Difusão (CEPID) da FAPESP[184], estuda a evolução de venenos de serpentes[185], candidatos para tratamento de doenças como Esclerose Múltipla[186] e câncer[187], interação entre inflamação e danos no DNA[188], entre outros temas. Além disso, possui um biotério multiusuário de paulistinhas, conhecido como Plataforma Zebrafish.[189][190]

- Centro de Excelência para Descoberta de Novos Alvos Moleculares (CENTD) - busca identificar alvos moleculares e vias de sinalização envolvidas em doenças de base inflamatória, como osteoartrite, artrite reumatoide, câncer e doenças neurodegenerativas.[191]
- Centro para Vigilância Viral e Avaliação Sorológica (CeVIVAS) - realiza vigilância genômica dos vírus Influenza, SARS-CoV-2 e dengue circulantes no estado de São Paulo, no Brasil e nos países vizinhos.[192]
- Centro de Pesquisa e Desenvolvimento em Imunobiológicos (CeRDI) - desenvolve produtos para aprimorar a resposta imune de vacinas contra a influenza e anticorpos monoclonais contra vírus e toxinas[193]

Os pesquisadores também se dedicam ao desenvolvimento de novos imunobiológicos. Alguns exemplos são a vacina contra pneumonia bacteriana por Streptococcus pneumoniae e a vacina contra os 4 sorotipos do vírus da dengue. A vacina contra a dengue está em fase final de ensaios clínicos e uma parceria multimilionária com a Merck Sharp & Dohme foi montada para acelerar a fase final do processo de desenvolvimento, validação e implementação.